# Brozas
Brozas es una villa y municipio español de la provincia de Cáceres, en la comunidad autónoma de Extremadura. Dentro de la provincia, forma parte administrativamente del partido judicial de Cáceres y de la mancomunidad Tajo-Salor. Se ubica geográficamente en el oeste de la penillanura trujillano-cacereña, a medio camino entre la capital provincial y la frontera con Portugal sobre la carretera EX-207.
El término municipal de Brozas, cuya única entidad de población es actualmente la propia villa, abarca una superficie de 398,84 km², lo que lo convierte en el sexto municipio más extenso de la provincia, extendiéndose desde la orilla derecha del río Salor hasta unos cinco kilómetros al sur del Tajo. En 2021, el municipio tenía una población de 1790 habitantes.
El asentamiento fue fundado en el siglo XIII como una de las aldeas que la Orden de Alcántara creó en los territorios de su capital, la villa de Alcántara del reino de León, para repoblar esta zona recién reconquistada. Su ubicación, en medio de una gran llanura a medio camino entre las villas de Alcántara, Cáceres y Garrovillas, resultó militarmente estratégica para la Orden, que en poco tiempo decidió establecer aquí su encomienda mayor y construir el castillo de Brozas. En 1537, el rey Carlos I elevó a Brozas a la categoría de villa. Aunque la economía de Brozas siempre estuvo basada en la agricultura y ganadería, su amplio término, su situación administrativa y su carácter de nudo de comunicaciones llevaron a asentarse aquí a unas poderosas nobleza y burguesía, con lazos familiares con las aristocracias de las principales localidades de la penillanura.
La villa llegó a tener una población de seis mil habitantes en momentos como el siglo XVI o la primera mitad del siglo XX, pero desde la década de 1940 (año en el que el Censo Oficial de Población de España indica que cuenta con 6.320 habitantes el municipio) está sufriendo un fortísimo éxodo rural que le ha llevado a perder más de dos terceras partes de su población. Este éxodo rural, unido a su destacable pasado, ha permitido conservar aquí uno de los mejores cascos antiguos de la provincia, entre cuya arquitectura vernácula se conservan decenas de monumentos tanto civiles como religiosos, destacando entre ellos la iglesia de Santa María la Mayor de la Asunción, una de las obras religiosas no catedralicias más importantes de Extremadura. En septiembre de 2016, la Junta de Extremadura declaró a esta villa bien de interés cultural, con categoría de conjunto histórico.

## Símbolos
El actual escudo de Brozas fue aprobado mediante la "Orden de 10 de febrero de 2003, por la que se aprueba el Escudo Heráldico, para el Ayuntamiento de Brozas", aprobada por la Consejera de Presidencia de la Junta de Extremadura María Antonia Trujillo y publicada en el Diario Oficial de Extremadura el 22 de febrero de 2003, luego de haber sido aprobado el escudo por el pleno municipal el 27 de mayo de 2002 y haber recibido informe del Consejo Asesor de Honores y Distinciones de la Junta de Extremadura el 6 de febrero de 2003. El escudo se define oficialmente así:

Escudo de plata. Dos columnas corintias de piedra, y brochante sobre ellas un águila explayada de gules, armada y linguada de oro, sostenida de una cruz flordelisada de sinople. Al timbre, corona real cerrada.

## Geografía física

### Localización

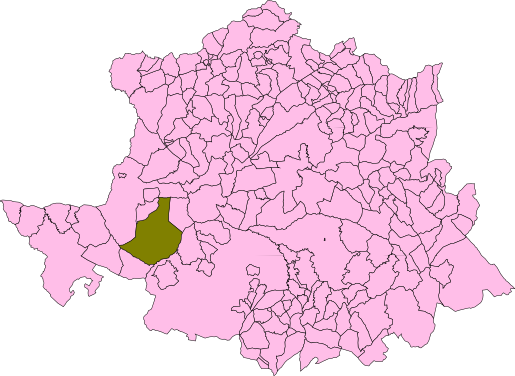
Situación del término municipal de Brozas en la provincia de Cáceres.

La localidad de Brozas se encuentra al suroeste de la provincia de Cáceres y su término municipal, de 39.700 hectáreas, es el sexto más extenso de dicha provincia. El núcleo urbano se sitúa al noroeste del término. Sin embargo, al estar el pueblo en un lugar elevado, con una altitud superior a los 400 m s. n. m., tiene una panorámica que abarca casi la totalidad de su territorio municipal. Con respecto a su localización administrativa e histórica, Brozas se encuentra al oeste de la Mancomunidad Tajo-Salor y en el centro de la antigua Tierra de Alcántara, a 15 km de Alcántara y a 47 km de la capital provincial. La frontera con Portugal está a 34 km.

### Hidrografía
La red hidrográfica del término municipal de Brozas pertenece íntegramente a la cuenca hidrográfica del Tajo, concretamente a su margen izquierda. El río Salor, afluente del Tajo, bordea el término por el Sur. En el municipio hay varios subafluentes del Tajo que atraviesan el término transversalmente, como son la rivera de Araya, el arroyo de Jumadiel y la rivera de la Mata, cada uno de ellos con sus correspondientes cauces y subafluentes. Sus cursos fluviales se caracterizan por la gran irregularidad, que en los arroyos y regatos lleva a la sequía en verano.

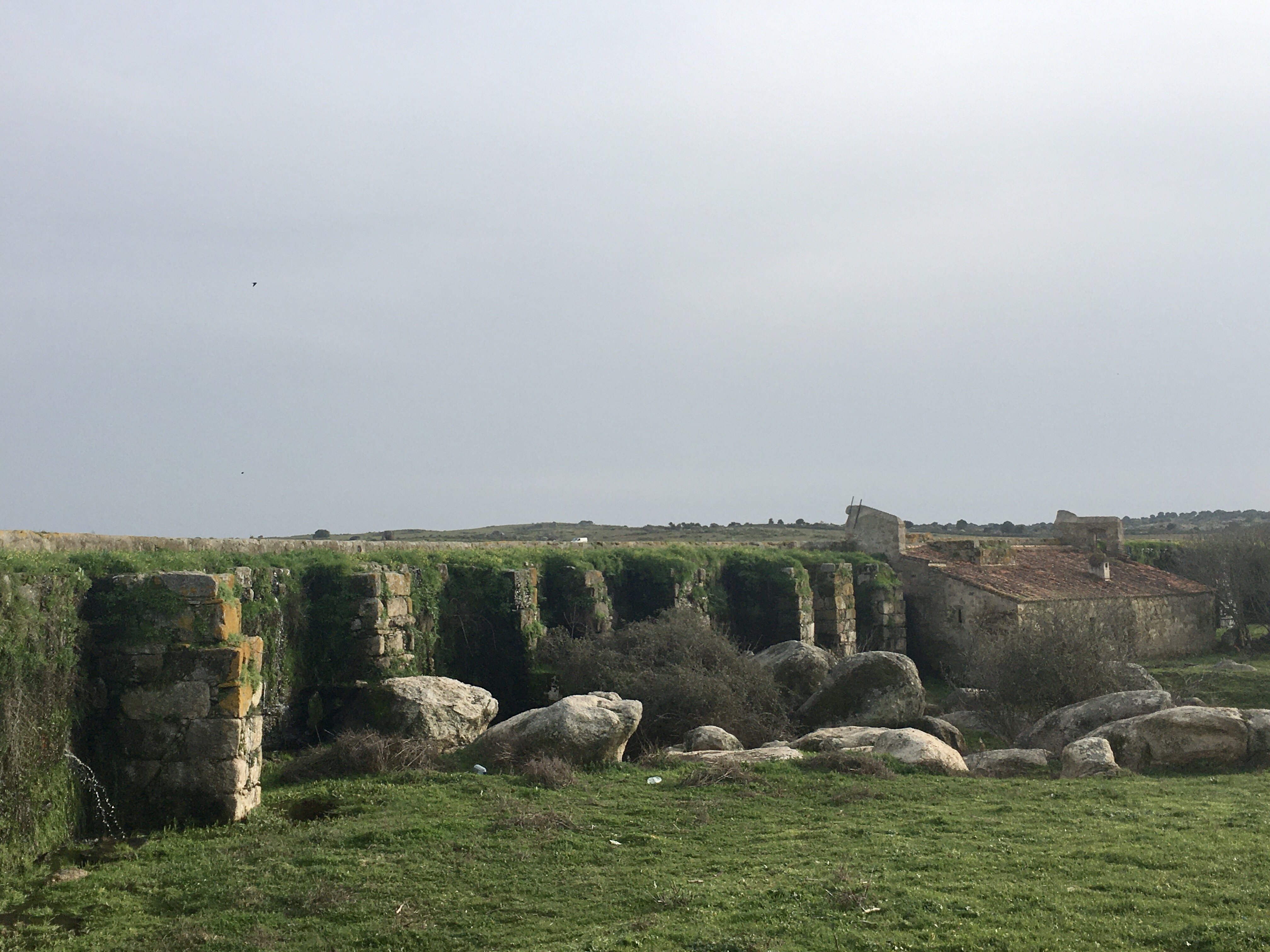
Embalse de Arce de Arriba (Brozas),

Junto a los cursos de agua, dos elementos hídricos destacan en Brozas. Por un lado, los numerosos pozos y fuentes de agua potable que se extienden principalmente por la parte septentrional del término y por el casco urbano. En segundo lugar, un elevado número de charcas artificiales, las cuales fueron en su mayoría construidas durante la Edad Moderna, y que tuvieron y tienen gran importancia en la economía local al ser usados como abrevadero para los ganados y como abastecimiento de agua para la población. Destacan entre ellas la charca de Greña, cabecera de la Rivera de la Mata; las charcas de Arce, sobre el arroyo Jumadiel; y la Charca de Brozas, una enorme extensión de agua de más de 50 hectáreas, la cual ha sido declarada, debido a su valor ecológico e histórico, parque periurbano de conservación y ocio por la Junta de Extremadura.
Los embalses o charcas de Arce son denominadas charca de Arce de Arriba y charca de Arce de Abajo y también son conocidas como charca Grande y charca Chica. Fueron mandadas construir en el siglo XVIII por Antonio Vicente de Arce y cuentan con sendos molinos harineros. El promotor solicitó autorización para construirlas ante la necesidad de contar tanto Brozas, como Navas del Madroño, con molinos donde moler el trigo para hacer el pan, pero también para utilizarlas para el riego de tierras y la cría de tencas y pardillas. El no contar con ríos o arroyos con caudal perenne, determinaba la necesidad de crear este tipo de infraestructuras. 

### Orografía

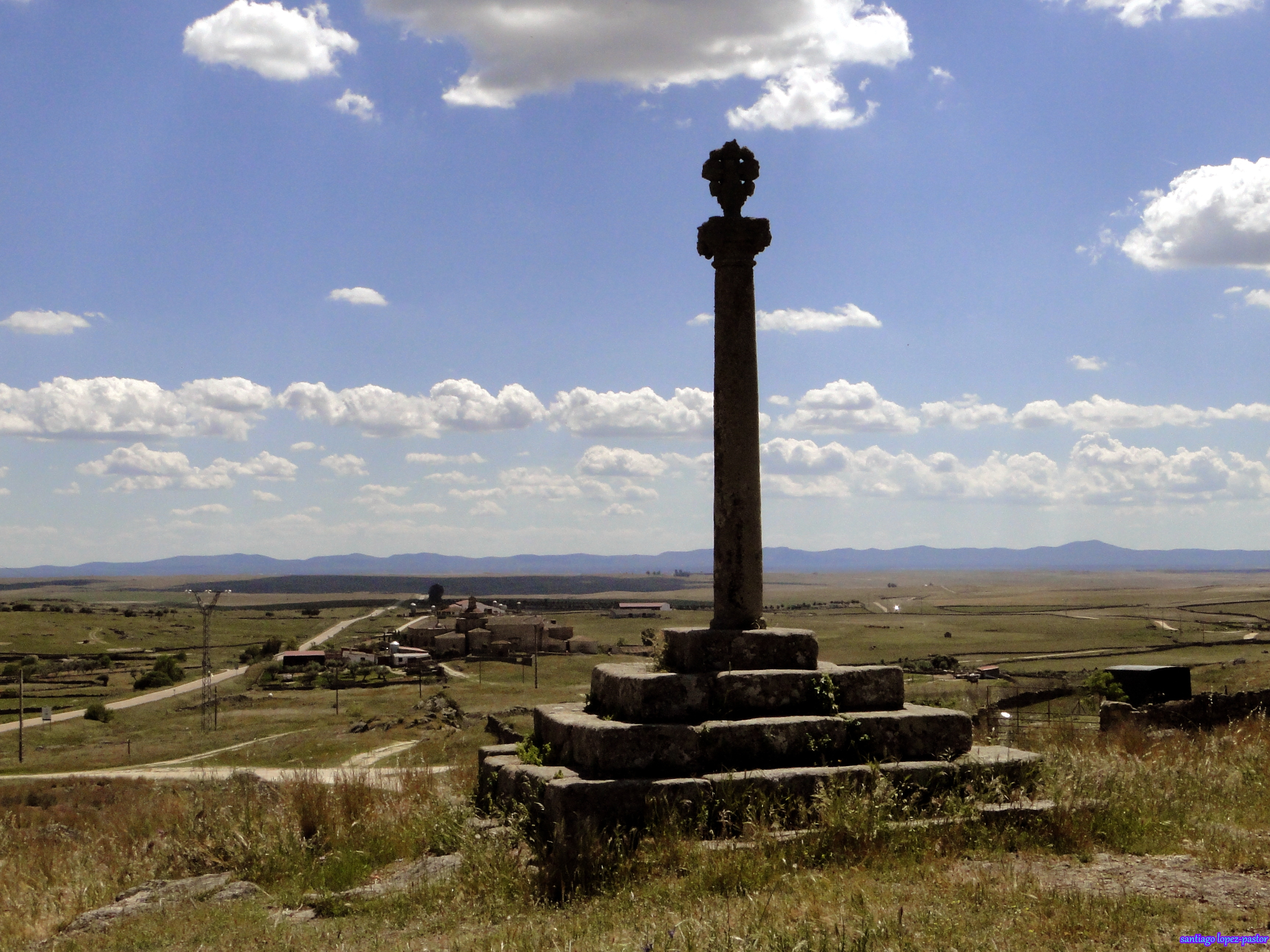
Crucero de la ermita de la Soledad, con el convento de la Luz al fondo. En la imagen se puede ver el paisaje llano que domina el término municipal de Brozas, con la sierra de San Pedro cerrando el panorama.

Tal y como se ha explicado en el apartado sobre geología, al norte del término hay un paisaje llano, pero dominado por grandes rocas de granito de grano grueso con dos micas: biotita y moscovita. La altitud media de esta zona septentrional se encuentra en torno a los 400 m s. n. m., teniendo su punto de mayor elevación en el cerro sobre el cual se eleva el pueblo, con una altitud máxima de 418 m s. n. m. Esta altitud destaca aún más porque al sur se extiende la penillanura, los llamados "llanos", donde la altitud desciende hasta los 370-380 m s. n. m.; en esa zona apenas hay elevaciones como tal, lo cual permite una visión perfecta de las sierras que rodean dicha penillanura. Por último, se produce otro brusco descenso junto al río Salor, límite sur del término de Brozas, y que se encuentra profundamente encajonado en torno a los 340 m s. n. m.

### Clima
El clima de Brozas tiene unos rasgos muy definidos que dan lugar a un clima mediterráneo continentalizado. La temperatura media anual es de 16,1 °C, y lo continentalizado se manifiesta en los 168 días anuales en los cuales la temperatura es superior a 25 °C, la brusca bajada de temperaturas que se produce en otoño y la gran diferencia de temperaturas de 18 °C entre el mes más frío que es enero y el más caluroso que es julio.
Las lluvias son escasas e irregulares. En la segunda mitad de siglo XX, en Brozas cayeron menos de 500 mm de lluvia anuales en total, habiendo solamente 84 días anuales de lluvia y sólo 23 en los cuales cayeron más de 10 litros. Dentro del año, noviembre es el mes más lluvioso y julio el más seco; teniendo los demás meses lluvias regulares pero insuficientes para evitar la presencia de la estación seca, la cual puede prolongarse, en casos de sequía, durante gran parte del año.

## Naturaleza

### Fauna
En la fauna destacan las especies habituales de caza menor, perdiz, liebre y conejo.
Los Llanos de Brozas han sido siempre zona de avutardas (Otis tarda) y otras aves esteparias (sisón, alcaraván). Abunda la cigüeña blanca y no falta la cigüeña negra. Aquella anida en el pueblo y alrededores; ésta, en los alcornocales. Las grullas y las palomas acuden todos los años a la bellota de invierno y las tórtolas, al trigo de verano. Las avefrías y muchas anátidas hacen aquí la invernada. Entre las rapaces sobresalen el cernícalo (Falco tinnunculus), el milano y el águila calzada.
Últimamente se observa presencia de jabalí y meloncillo, especies hasta ahora inéditas en el municipio. No son raros el gato montés (Felis silvestris) y la jineta (Genetta genetta). Hasta la década de los sesenta era frecuente el lobo, finalmente extinguido por la caza en batidas. En 1791 se premiaba "cada piel presentada con cuatro ducados si era de macho, ocho si de hembra y dos si de lobino. La de zorra merecía diez reales y la de zorrina, cuatro". Hoy siguen abundando los zorros (Vulpes vulpes).

### Flora

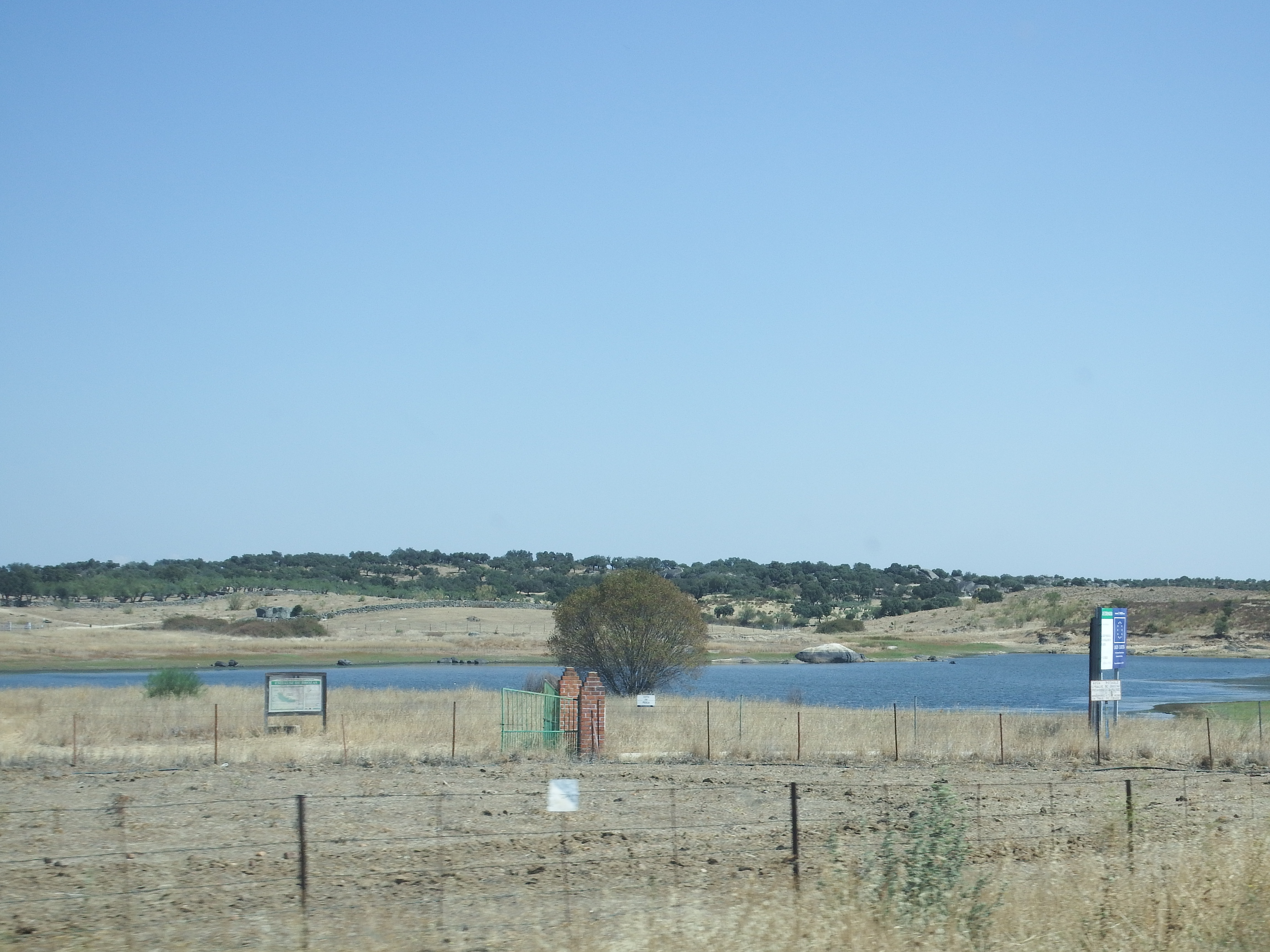
Embalse junto a la EX-207, con paisaje de dehesa al fondo

La vegetación que hay en el término municipal de Brozas es el resultado de la acción continuada del hombre desde que esta tierra estuvo habitada por primera vez. Entre las especies de árboles destacan las encinas, que abundan en los suelos graníticos, dando lugar en la parte oriental del término a una dehesa de encinas y pastizal, y en la zona más septentrional a un rico bosque de encinas, aladiernos, olivillas, terebintos, perales y majuelos. En esta zona también pueden encontrarse los únicos lugares del término donde hay alcornoques, debido a que los suelos son más ricos y húmedos. No obstante, la vegetación más destacable del término municipal es la herbácea, que ha crecido como resultado de la degradación del bosque mediterráneo que había en el lugar inicialmente, y entre la cual los pastizales son las hierbas más destacables.

### Geología
Geológicamente, el término se encuentra dentro del Macizo Hespérico o Hercínico, aunque dentro de esta unidad general se pueden apreciar dos sectores claramente diferenciados. Por un lado, la zona norte y este del término, en la cual se encuentra ubicado el núcleo urbano, está dentro de la zona de influencia del llamado dique Plasencia-Alentejo, y dentro del mismo forma parte del batolito granítico de Cabeza de Araya-Brozas-Mata de Alcántara, que se caracteriza por un relieve llano pero dominado por grandes bolos graníticos muy erosionados. El sur y oeste del término municipal, por el contrario, responden al típico paisaje de penillanura, con relieves planos con suaves ondulaciones y con predominio casi absoluto de la pizarra.
La mayoría de los suelos del término son bastante deficientes, debido al sustrato rocoso y al clima del lugar. Los suelos pizarrosos tienen una profundidad media de 40 centímetros, y dicha profundidad aumenta en una zona que, desde la Dehesa de Fuentemaderos situada al noroeste del término, se extiende alrededor de los huertos de regadío que rodean a la localidad, prologongándose hasta las zonas de llanura. Estos suelos suelen usarse como pastos, alcanzando su clímax edáfico con dehesas de encinas. Por otro lado, los suelos sobre granitos tienen una profundidad de entre 30 y 50 cm y se estructuran débilmente, al tener un drenaje rápido y ser pobres en materia orgánica y ácidos. Sin embargo, estos suelos son útiles como lugares de pastos y dehesas, situándose en ellos las mejores zonas de arbolado del término municipal, habiendo en estos encinas y alcornoques.

## Historia

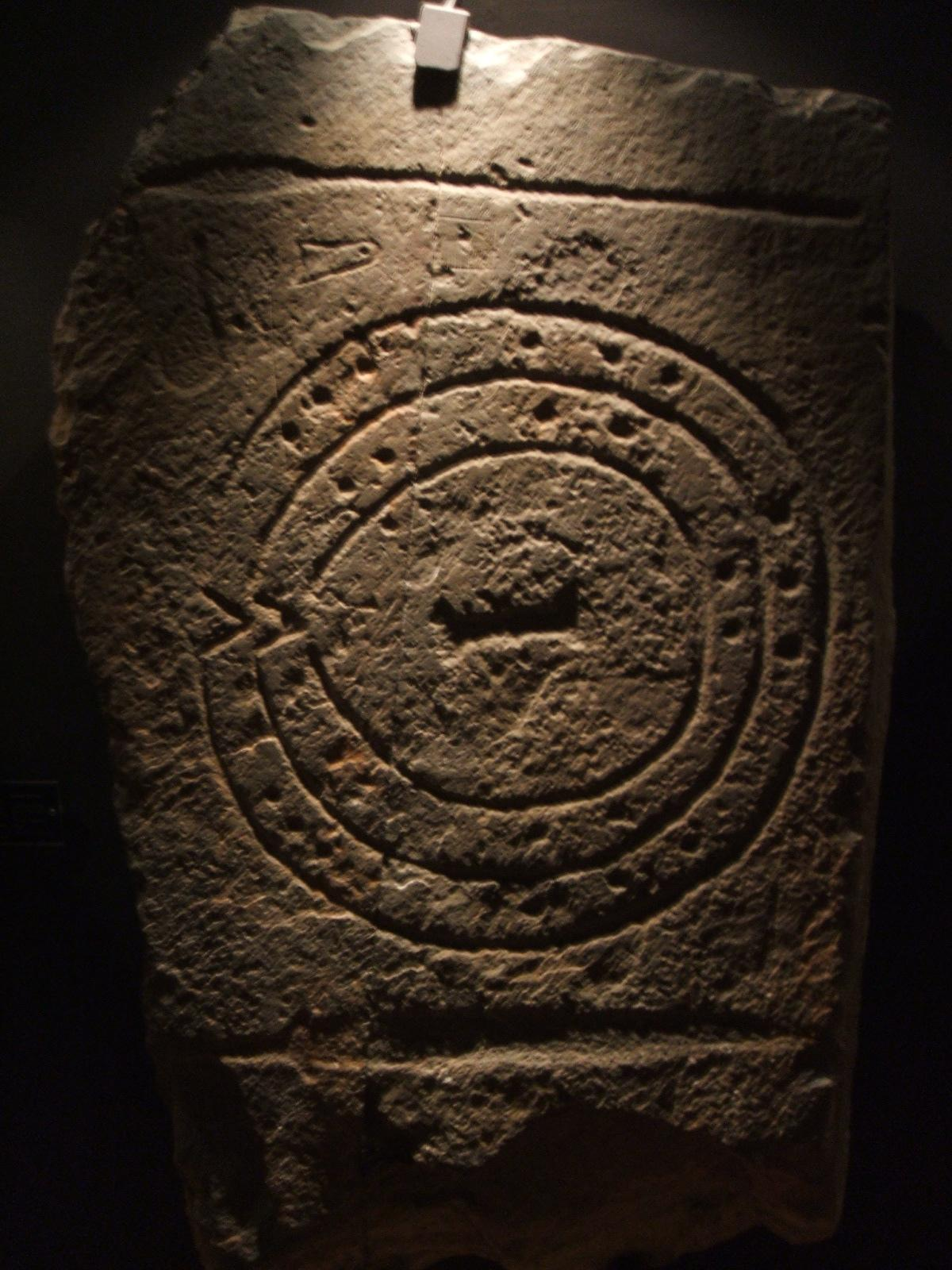
Estela de Brozas

### Prehistoria
Aunque se considera que la actual villa de Brozas fue fundada durante la Reconquista, la enorme extensión de su término municipal hace que cuente con una notable carta arqueológica, formada por numerosos restos de época prehistórica, romana y altomedieval repartidos por todo su territorio. Entre los yacimientos prehistóricos, en el término municipal de Brozas se hallan los restos del dolmen Aldonza, que forma parte del conjunto megalítico de los dólmenes de Alcántara. Otro resto arqueológico destacable es la Estela de Brozas, una estela de pizarra hallada en la dehesa de las Pueblas, actualmente conservada en el Museo de Cáceres. También se han hallado restos cerámicos de la Edad del Hierro en parajes como Galaperalito, Holguín o La Atalaya.

### Épocas romana y visigoda
Según algunos autores, Brozas sería la antigua Concordia Elbocoris citada por Plinio el Viejo; para ello se basan en una supuesta evolución del topónimo Elbocoris hasta Brozas que no se ve refrendada ni por la arqueología ni por la epigrafía existente en la zona:

CONCORDIA ELBOCORIS. Esta ciudad lusitana, que menciona Plinio, lib. 4. cap. 22. tenía estos dos nombres, como otras muchísimas de la España, y la prueba de que los concordienses se llamaran también elbocoros se saca del texto mismo de Plinio, que en casi todas las ediciones dice: "concordienses qui elbocori", aunque los copiantes hayan escrito "et bocori". También lo persuade que Ptolomeo nombra a esta ciudad con solo el sobrenombre "Elbocori", como está escrito en el códice griego de Mendoza, aunque en el de Erasmo por metátesis "Elbocoris"; y (Ptolomeo) no hace mención del primer nombre "Concordia". Este caso no es singular en este geógrafo. Harduino (¿Arduino de Ivrea?) parece quiso hacer dos ciudades distintas, y redujo a "Concordia" a la villa de "Tamar".

Pero la verdadera situación de "Concordia Elbocoris" es a la villa de "Brozas", nombre que le ha quedado de "Elbocoris", que fue sin duda el que prevaleció por haber en España otras "Concordias" y ninguna otra "Elbocoris".

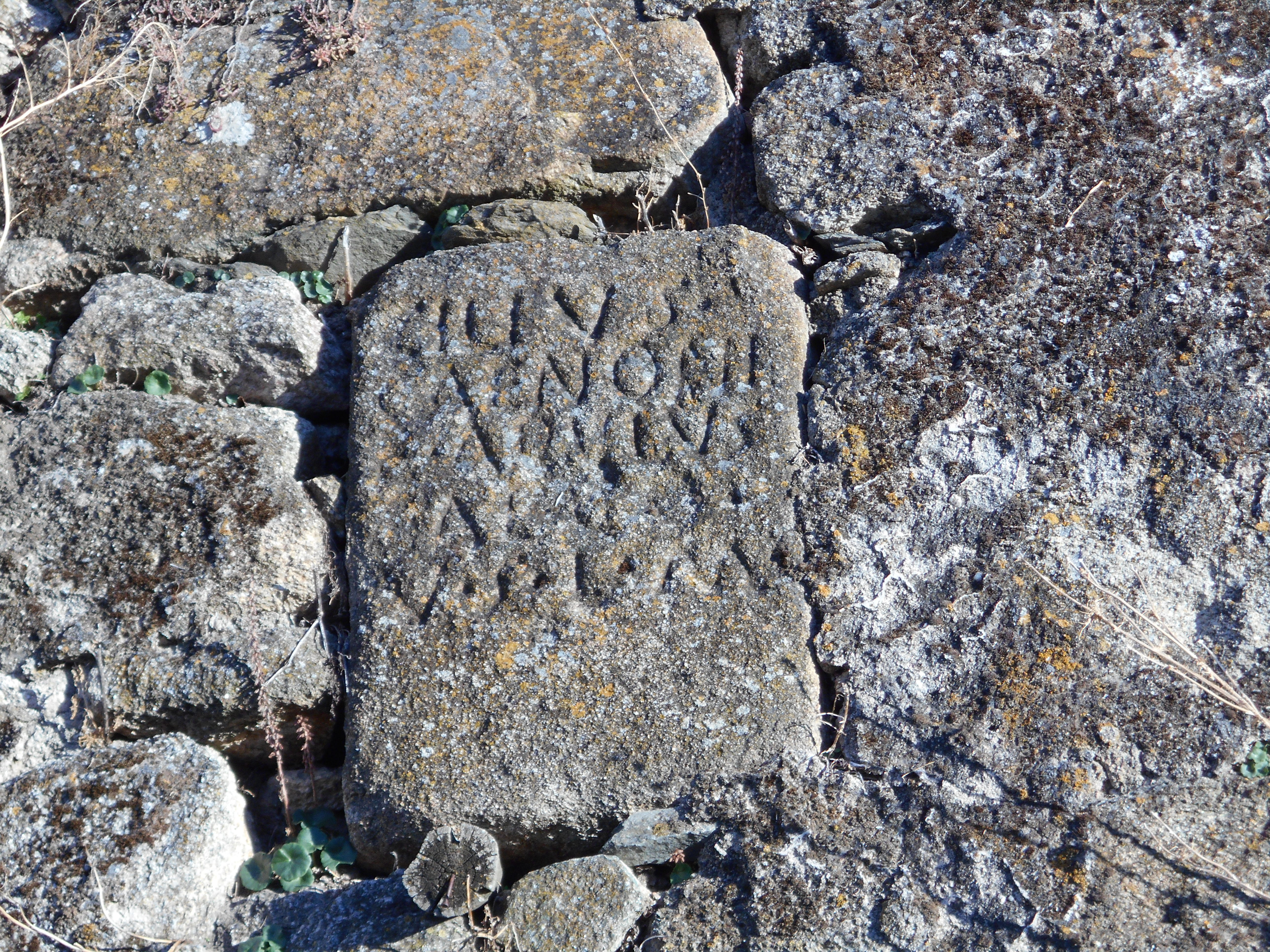
Inscripción votiva romana en el muro septentrional del castillo de Brozas

Algo parecido sucede con la opinión que identificaba a Brozas con el nombre de Norba, tal como se cita: 

Han opinado algunos que la villa de Brozas [...] se llamó Norba por haberse hallado una inscripción, en que suena "Rep.[ública] Norbense". Pero de dicha inscripción solo se infiere la que la Rep. Norb. dio comisión a "Ávito Moderato", para que erigiera un monumento a su tía.

CASTRA IVLIA. Ya hemos visto arriba (re refiere a las páginas 324 y 325) que eran dos los pueblos encabezados con "Norba Caesarea": el primero y más cercano es llamado por "Plinio", "Castra Iulia", y el segundo y más distante "Castra Cæcilia": este ya hemos dicho "Cáceres": y "CastraIulia", "Trujillo", nombre formado también de "Cas-trum Iulium": y de estas últimas sílabas "Truiulio" y "Trujillo", cercano a "Berzocana", a unas cinco leguas; y de "Alcántara", que algunos suponen fue la "colonia Norba", dista lo menos veinte. Exorbitante distancia para una ciudad encabezada con otra; con el inconveniente que para acudir desde "Trujillo" y "Cáceres" a "Alcántara" tenían que pasar por un terreno independiente de la República de los elbocoros, que era "Brozas".

A falta de documentación fehaciente que confirme la existencia de una localidad aquí en época romana, los restos arqueológicos confirman actualmente que Norba Caesarina no era Brozas sino Cáceres, y que la mayor parte del término municipal de Brozas era una zona rústica que formaba parte del territorium de Norba Caesarina. Según los restos epigráficos encontrados, el territorio de la actual Brozas estaba habitado principalmente por indígenas sin ciudadanía (peregrini) de origen vetón, y se cree que en el actual término brocense se hallaba un vicus llamado Tongobriga, donde también vivía una minoría de ciudadanos romanos. En esta época, la importancia de esta zona se basaba en que por aquí pasaba la calzada romana de la Vía de la Estrella, que salía de la Vía de la Plata hacia el puente de Alcántara. De entre los vestigios heredados de la época romana destaca el balneario de San Gregorio, donde parece que hubo un templo dedicado a la diosa fluvial Nabia, que con el tiempo evolucionó hacia una ermita cristiana.
Aunque de la época visigoda se conservan menos restos que en períodos anteriores, por su aspecto pertenecen a esta época dos pilas bautismales de la iglesia de Santa María, que en su origen debieron ser capiteles de una basílica altomedieval, si bien no es posible determinar la ubicación de dicho templo.

### Reconquista

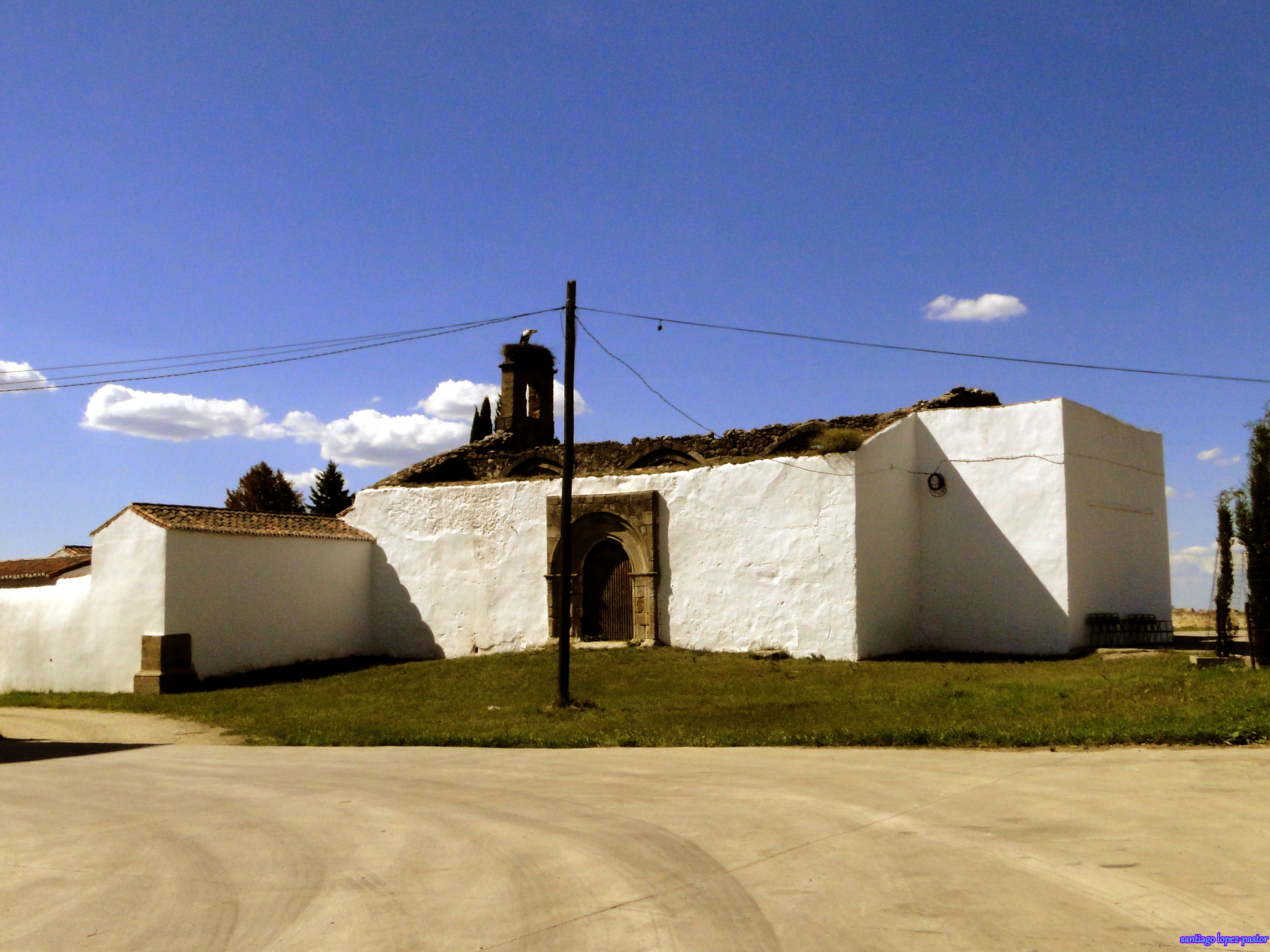
Ruinas de la ermita de San Juan, construida a finales del

La historia de la moderna Brozas empezó con la reconquista leonesa de la parte occidental de la moderna provincia de Cáceres, a principios del siglo XIII. Al tomar Alfonso IX de León la plaza de Alcántara en 1213, todo el oeste de la moderna provincia de Cáceres fue entregado a la orden de Calatrava, pasando en 1218 a la de San Julián del Pereiro, que desde entonces cambió su nombre por el de orden de Alcántara. Este territorio fue organizado, con capital en Alcántara, mediante una serie de núcleos poblados que fueron convertidos en cabezas de encomiendas, con funciones de defensa y repoblación. Éste fue el caso de Brozas, que aparece nombrada documentalmente como "Las Broças" por primera vez en 1237 y en 1244, convirtiéndose hacia 1270 en capital de la Encomienda Mayor de Alcántara. Su favorable emplazamiento, al situarse en una llanura donde se unían los caminos procedentes de Alburquerque, Cáceres y Alcántara, facilitó su poblamiento, que se aceleró a lo largo del siglo XV. Ese crecimiento se aceleró más al concentrarse en Brozas los habitantes de varios núcleos primitivos surgidos con la reconquista sin las ventajas de Brozas, que se convirtieron en encomiendas deshabitadas como Belvís, Navarra, la Puebla y Araya.
Durante el siglo XIV y el siglo XV, el lugar se vio afectado por varios conflictos bélicos que afectaron a Extremadura, sufriendo las incursiones del condestable portugués Nuno Alvares Pereira. Brozas fue invadida en 1431 por el infante Pedro de Aragón; y, décadas más tarde, fue un importante objetivo militar durante la guerra interna de la Orden de Alcántara que enfrentó a los partidarios del maestre Gómez de Solís contra los del clavero Alonso de Monroy. La consolidación en el trono de los Reyes Católicos abrió una larga época de paz para Extremadura que se tradujo a su vez en un gran crecimiento demográfico y económico. Brozas no fue ajena a esto y los Reyes Católicos aceptaron en 1495 la petición de los vecinos de la localidad para construir una segunda parroquia debido al aumento de la población.
Consta también la presencia de judíos, mencionados junto a los de la villa matriz de Alcántara en el repartimiento general de 1488, y de musulmanes; éstos, convertidos al cristianismo y denominados moriscos desde 1500, constituyeron la minoría más importante en Brozas hasta su expulsión definitiva en 1609.

### Edad Moderna

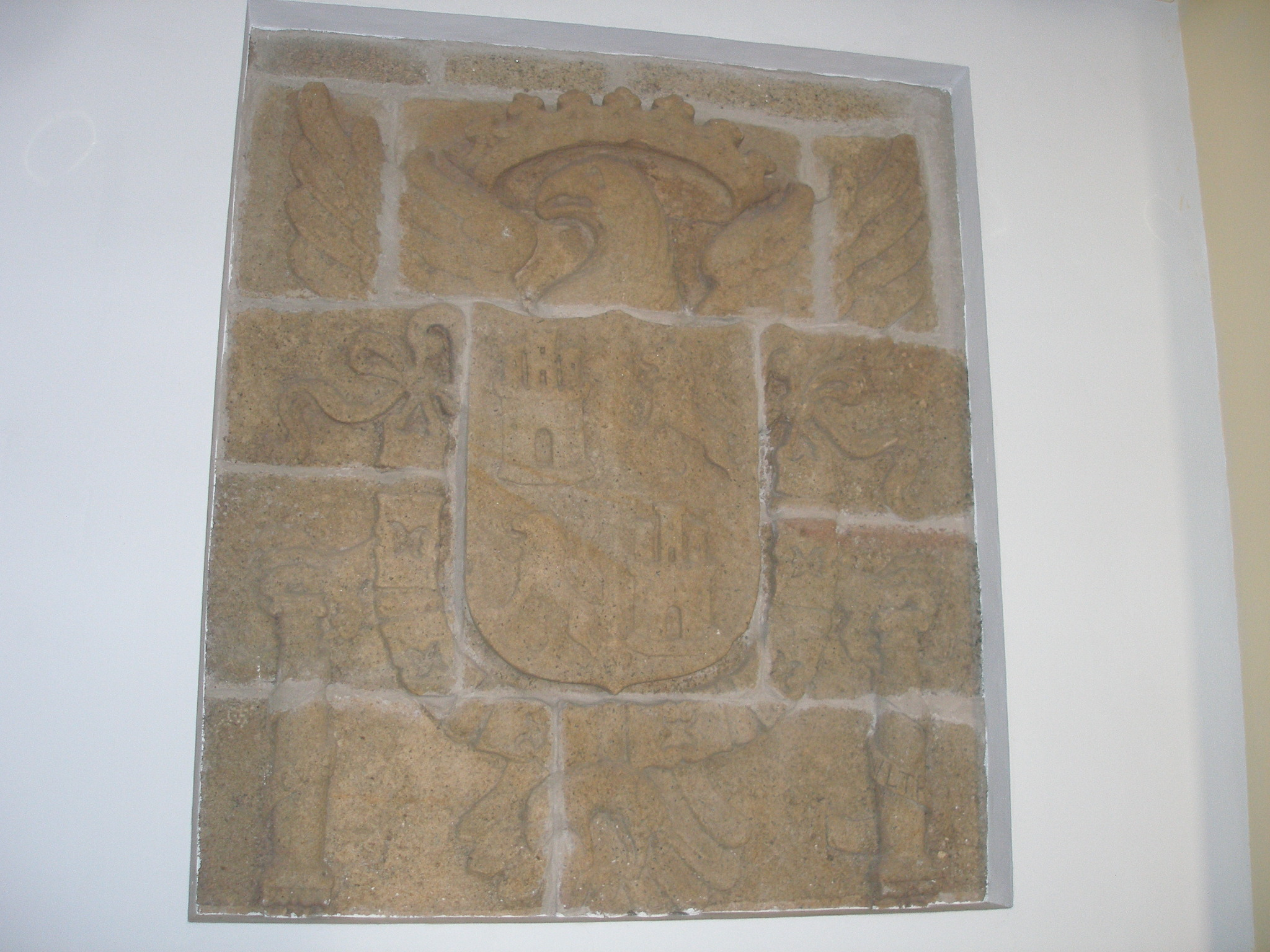
Escudo de la villa de Brozas de finales de, en el interior del ayuntamiento.

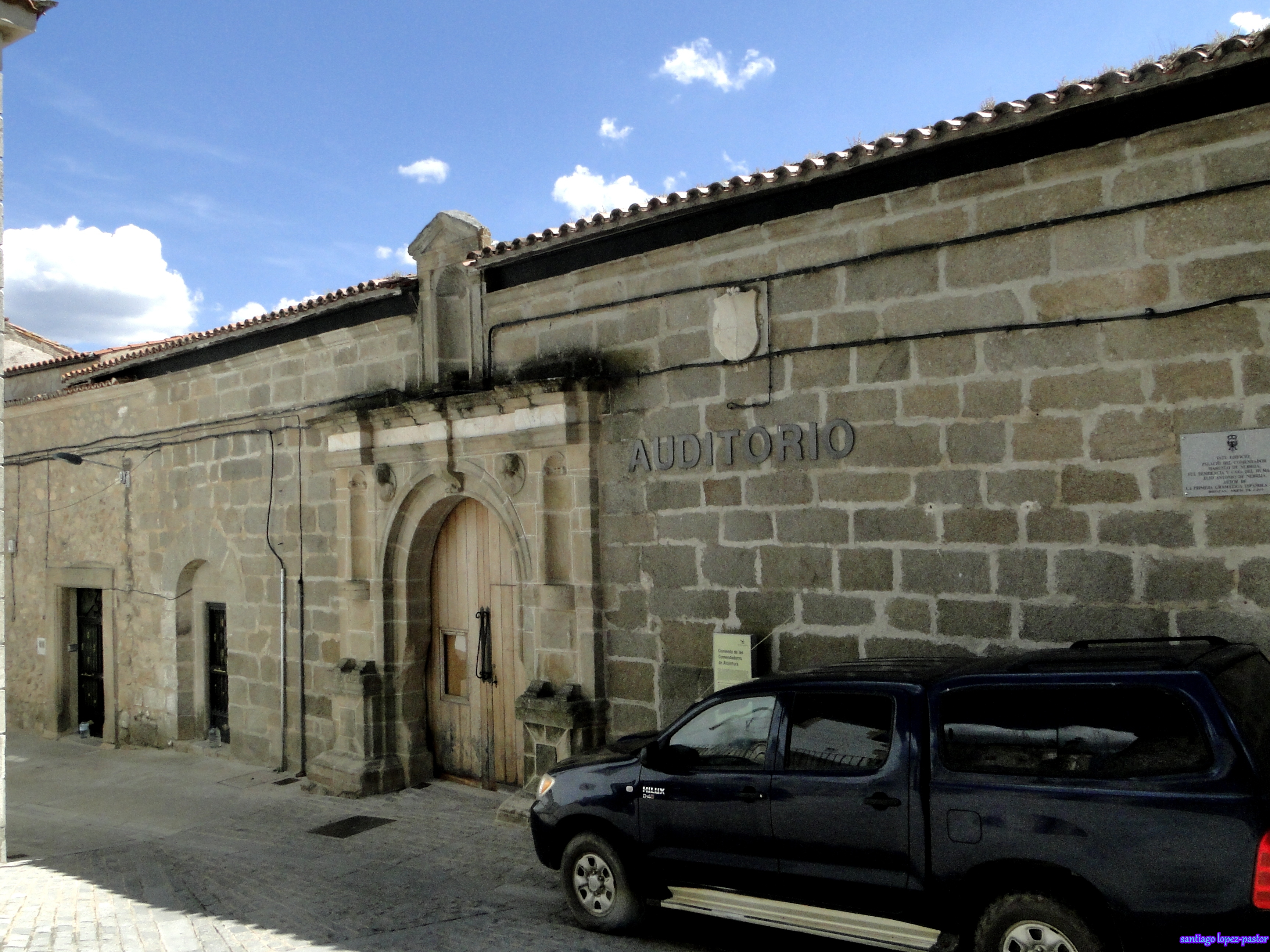
El auditorio municipal de la villa fue en su origen el templo conventual del convento de las Comendadoras de Alcántara, construido en el siglo XVI

Los conflictos con Alcántara sobre el uso de las tierras comunales, por los problemas de jurisdicción entre los alcaldes alcantarinos y los jurados de Brozas, junto al establecimiento en el lugar de importantes familias nobiliarias como la de los Argüello Carvajal, desembocaron en la independencia jurídica de Brozas. En 1537 la mediación de los hermanos Juan e Íñigo de Argüello Carvajal y el pago de 7500 ducados de oro supusieron la concesión por parte de Carlos I de la real cédula que convertía a Brozas en villa independiente. El villazgo implicó un gran crecimiento demográfico, que hizo que Brozas pasase de 2900 habitantes al emanciparse a 6240 habitantes según el Censo de la Corona de Castilla de 1591. El crecimiento hizo que hacia 1550 surgiese en la zona noreste del término de la nueva villa, junto a una venta y en un cruce de caminos, un nuevo núcleo de población, conocido por los brocenses como El Arrabal de Ventas y por sus habitantes como Navas del Madroño. Navas fue una localidad brocense hasta 1737, cuando se independizó como villa. La cada vez mayor importancia demográfica y económica de Brozas tuvo también repercusión en el ámbito político-jurisdiccional: en 1566, Felipe II reorganizó el partido de Alcántara para dividirlo en cuatro: Alcántara, Valencia de Alcántara, Gata y Brozas. Brozas, junto con Navas del Madroño y Araya, pasó a ser gobernada por un alcalde mayor, gobernador y capitán de guerra, que era nombrado por el Consejo de las Órdenes y que se convirtió en la máxima instancia judicial del partido.
La población comenzó a reducirse a finales de siglo XVI, debido al inicio de un ciclo agrario negativo y a la aparición de nuevas epidemias, como la Peste atlántica de 1599-1601.. Así empezó la crisis del siglo XVII, siglo durante el cual Brozas perdió casi la mitad de la población que tenía al inicio de la centuria, debido estos factores y a otros como la expulsión de los moriscos que obligó a casi 300 personas a irse de la villa en 1609, la emigración a América y la Guerra de Restauración portuguesa (1640-1668). Esta crisis del siglo XVII aún continuó los primeros años de siglo XVIII debido a la guerra de sucesión española, en la cual Brozas se convirtió en objetivo de los ataques del ejército austracista, formado por portugueses, neerlandeses y británicos y comandado por el marqués de Las Minas. La villa fue invadida en abril de 1706, saqueada y dada al fuego, con destrucciones tan importantes como las de la casa consistorial.
Al acabar la guerra en 1713 se inició una recuperación lenta, basada en el cultivo de nuevas tierras y en la paz que hubo en el país durante el siglo XVIII. El crecimiento demográfico provocó el estallido de un grave conflicto social que enfrentó a los labradores que querían nuevas tierras de cultivo los administradores de la Encomienda Mayor de Alcántara y los ganaderos de la Mesta, que se beneficiaban de privilegios a la hora de arrendar las tierras de Brozas como pasto. Esto provocó motines como el de 1750 contra el administrador de la Encomienda Mayor en el cual participaron más de 100 labradores, así como ocupaciones de tierras entre 1793 y 1794 al amparo de una Real Orden que en 1793 que declaró todas las dehesas extremeñas de pasto y labor.
En el siglo XVIII se construyeron algunos embalses con presas de sillares graníticos, para mover molinos harineros (como los dos de Arce y el de Greña). Hoy tienen aprovechamiento pesquero (principalmente de la tenca, especie característica de la zona). En 1790 la fanega de garbanzos tenía precio corriente de 90 reales, la de trigo 24, la de centeno 14, la de cebada 13, la arroba de miel 130, la de lana 88, la de aceite 70, la de vino 32, la de higos 9 y la de zumaque 5. Las dehesas de propios eran comunes en pastos y labores con las de Navas del Madroño, Alcántara, Mata de Alcántara y Villa del Rey.

### SigloXIX

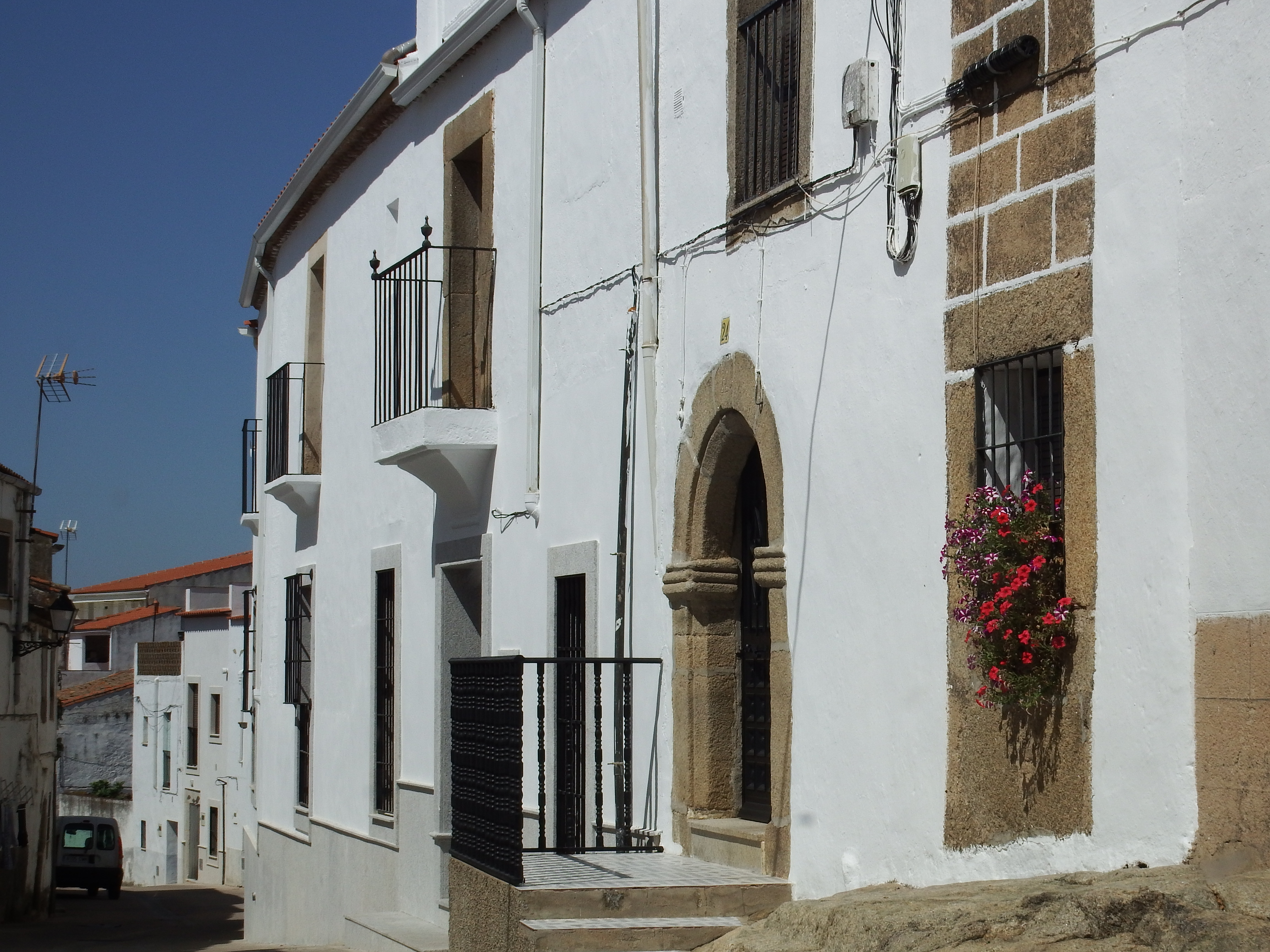
Calle con arquitectura vernácula en la villa

El siglo XIX provocó un gran cambio en la evolución histórica de Brozas. La crisis agraria y epidémica de 1804 a 1806 supuso el fin del crecimiento demográfico, lo cual se agravó con las consecuencias de la Guerra de Independencia Española. Esta guerra supuso también el fin del Antiguo Régimen y el inicio de la Edad Contemporánea, desapareciendo la sociedad estamental al perder la nobleza sus privilegios, aunque no su riqueza. Pero quien más sufrió estos cambios fue la Iglesia, al disolverse las órdenes religiosas, cerrarse sus conventos y desamortizarse todos sus bienes en 1836-1837.
A la caída del Antiguo Régimen la localidad se constituyó en municipio constitucional en la región de Extremadura, partido judicial de Alcántara, entonces conocida como Las Brozas, que en el censo de 1842 contaba con 1300 hogares y 7121 vecinos.
Otra medida liberal que tuvo mucho impacto en Brozas fue la desamortización de los bienes de propios que realizó Pascual Madoz en el Bienio progresista, entre 1855 y 1856. Se enajenaron y privatizaron casi 14 000 hectáreas municipales, lo cual privó a los jornaleros de Brozas de una de sus principales vías de sustento. La agudización del desigual reparto de la propiedad de la tierra, concentrada en manos de las pocas familias supervivientes de la oligarquía y, sobre todo, de propietarios absentistas, provocó el surgimiento de reivindicaciones campesinas de gran calado. Brozas fue una de las localidades pioneras en el movimiento obrero extremeño, de tal forma que en 1873 una entidad obrera broceña llegó a formar parte de la I Internacional . La situación desembocó a veces en motines y altercados, como el que tuvo lugar en 1874 contra el sorteo de las quintas.

### SigloXX

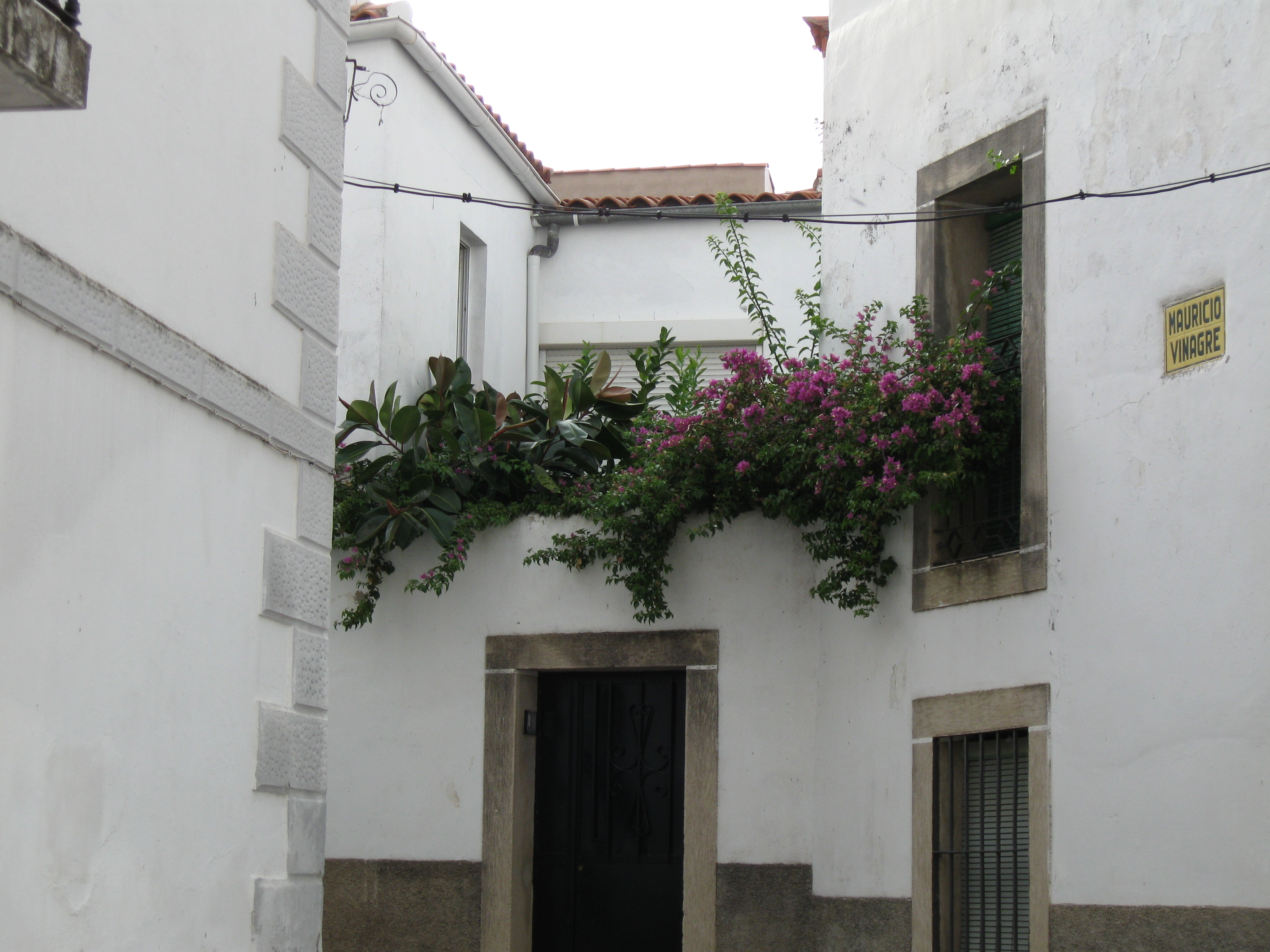
Rincón florido en Brozas.

Los problemas sociales a los que dio lugar el período liberal alcanzaron su máxima expresión en el primer tercio del siglo XX. En Brozas tuvieron fuerza los principales partidos y sindicatos obreros de España, especialmente el socialismo sindical. También tuvo importancia el movimiento social católico, cuyo principal representante fue Carlos Barriga, párroco de la iglesia de Santa María, quien a finales del siglo XIX había fundado uno de los primeros sindicatos católicos de crédito agrícola de Extremadura. La situación política y social de esta época hizo que en 1931 se proclamase la Segunda República, durante la cual los partidos de izquierda llegaron por primera vez al poder, apoyados por sindicatos como el socialista Unión y Trabajo, que tenía casi mil afiliados. La principal característica de esta etapa fue la inestabilidad.
Tras el fallido pronunciamiento del 17 y 18 de julio de 1936, tuvo lugar en España la Guerra Civil entre 1936 y 1939. En la parte controlada por el bando sublevado, en la cual se encontraba la provincia de Cáceres, hubo una dura represión contra militantes y simpatizantes de los partidos de izquierda, la cual se prolongó hasta la Transición tras la victoria franquista en dicha guerra. Durante la dictadura de Franco se paralizó totalmente la vida política de Brozas, la cual se limitó a conflictos internos entre miembros de la oligarquía. Pese a que se emprendieron algunas obras públicas de cierta importancia, Brozas siguió siendo un pueblo cuya economía se basaba en la agricultura y la ganadería. Por este motivo, cuando en los años 1960 se inició el crecimiento económico del país, varios miles de brocenses abandonaron su pueblo buscando una vida mejor. Sólo tras la llegada de la democracia y, sobre todo, del ingreso de España en la CEE, se ha detenido, o por lo menos ralentizado, el descenso poblacional, beneficiándose Brozas de importantes inversiones en infraestructuras y actividad productiva.

## Demografía
Brozas cuenta con una población de 1746 habitantes (INE 2024).
| Gráfica de evolución demográfica de Brozas entre 1842 y 2021 |
| |
| Población de derecho según los censos de población del INE Población de hecho según los censos de población del INEEn este censo se denominaba Las Brozas: 1842. |

## Administración y política

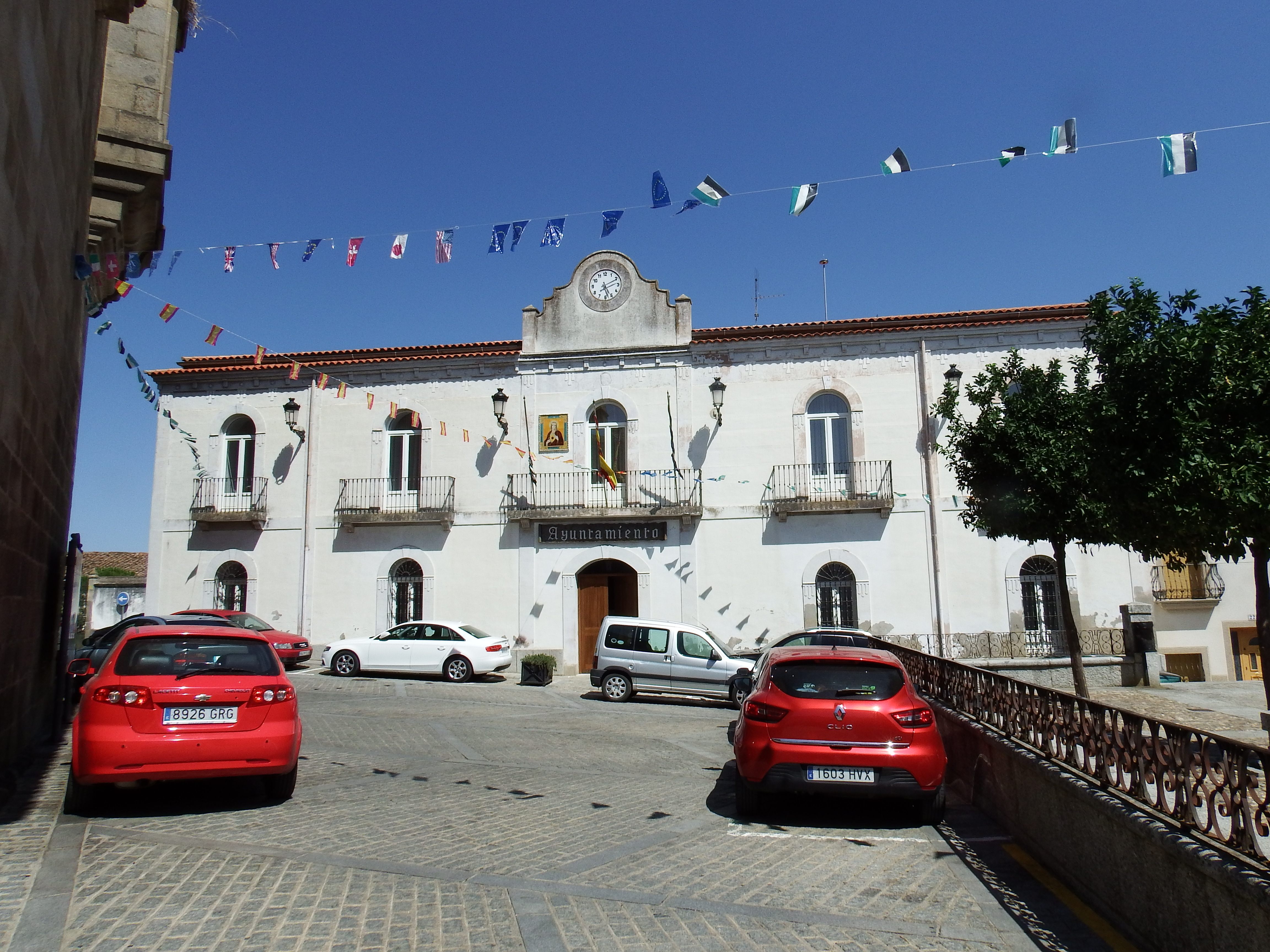
Casa consistorial de Brozas

En la siguiente tabla se muestran los votos en las elecciones municipales de Brozas, con el número de concejales entre paréntesis, desde las primeras elecciones municipales democráticas:
| Año  | Año | Populares          | Socialistas       | Izquierda           | Centro            | Regionalistas             | Otros                                  |
| ---- | --- | ------------------ | ----------------- | ------------------- | ----------------- | ------------------------- | -------------------------------------- |
| 1979 |     | No se presentaron  | No se presentaron | No se presentaron   | UCD: 728 (5)      | No se presentaron         | AE3: 334 (2) AE2: 279 (2) AE1: 272 (2) |
| 1983 |     | AP-PDP-UL: 303 (2) | PSOE: 712 (5)     | PCE: 57 (0)         | No se presentaron | EU: 212 (1)               | ABI: 431 (3)                           |
| 1987 |     | AP: 521 (4)        | PSOE: 603 (4)     | PTE-UC: 75 (0)      | No se presentaron | No se presentaron         | VIB: 436 (3)                           |
| 1991 |     | PP: 605 (4)        | PSOE: 1073 (7)    | No se presentaron   | No se presentaron | No se presentaron         | No hubo más candidaturas               |
| 1995 |     | PP: 465 (3)        | PSOE: 917 (6)     | IU-LV: 162 (1)      | No se presentaron | No se presentaron         | BI: 170 (1)                            |
| 1999 |     | PP: 519 (3)        | PSOE: 981 (7)     | IU-CE: 221 (1)      | No se presentaron | No se presentaron         | No hubo más candidaturas               |
| 2003 |     | PP: 556 (4)        | PSOE: 732 (5)     | IU-SIEX: 363 (2)    | No se presentaron | No se presentaron         | No hubo más candidaturas               |
| 2007 |     | PP-EU: 476 (3)     | PSOE: 732 (6)     | IU-SIEX: 356 (2)    | No se presentaron | EU en coalición con el PP | No hubo más candidaturas               |
| 2011 |     | PP-EU: 511 (4)     | PSOE: 651 (5)     | IU-V-SIEX: 334 (2)  | No se presentaron | EU en coalición con el PP | No hubo más candidaturas               |
| 2015 |     | PP: 600 (4)        | PSOE: 483 (3)     | G-IU-LV: 275 (2)    | No se presentaron | No se presentaron         | No hubo más candidaturas               |
| 2019 |     | PP: 544 (4)        | PSOE: 534 (4)     | Podemos-IU: 216 (1) | No se presentaron | No se presentaron         | No hubo más candidaturas               |

| Periodo   | Nombre                                                         | Partido       |
| --------- | -------------------------------------------------------------- | ------------- |
| 1979-1983 | Elías Hurtado                                                  | UCD           |
| 1983-1987 | Hilario Moreno                                                 | PSOE          |
| 1987-1991 | Hilario Moreno                                                 | PSOE          |
| 1991-1995 | Juan S. Olivenza                                               | PSOE          |
| 1995-1999 | Juan S. Olivenza                                               | PSOE          |
| 1999-2003 | Juan S. Olivenza                                               | PSOE          |
| 2003-2007 | José F. Olivenza                                               | PSOE          |
| 2007-2011 | José F. Olivenza                                               | PSOE          |
| 2011-2015 | Antonio Moreno (hasta 2013) Leonardo Rodríguez (desde 2013)    | IU-SIEX PP-EU |
| 2015-2019 | Leonardo Rodríguez                                             | PP            |
| 2019-2023 | Leonardo Rodríguez (hasta 2020) Milagrosa Hurtado (desde 2020) | PP PSOE       |

## Economía

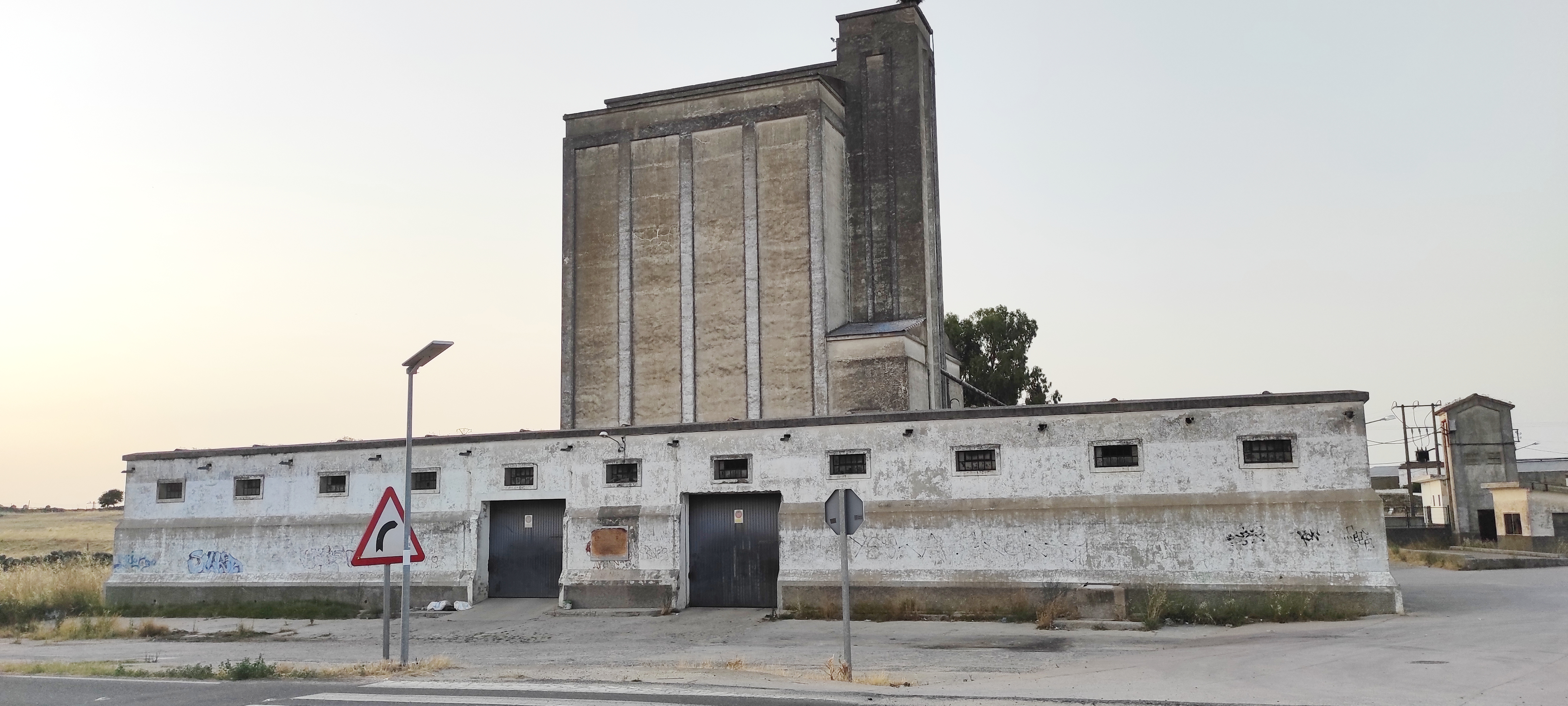
Silo de la Red Nacional de Silos y Graneros a las afueras de la villa

La población vive principalmente de la agricultura, cereales y olivar en secano más algunas huertas con pozos, y de la ganadería, con vacas y ovejas. Cuenta también con un sector servicios desarrollado, aunque la actividad comercial está más limitada que en otras localidades de similar tamaño, debido a la escasez de pueblos pequeños en los alrededores. El turismo ha adquirido cierta importancia tras la declaración de la villa como conjunto histórico en 2016.
En 2021, en Brozas había registradas un total de 124 empresas, de las cuales 13 eran de industria, 28 de construcción, 56 de comercio, transporte y hostelería y 27 de otros servicios.

## Transportes

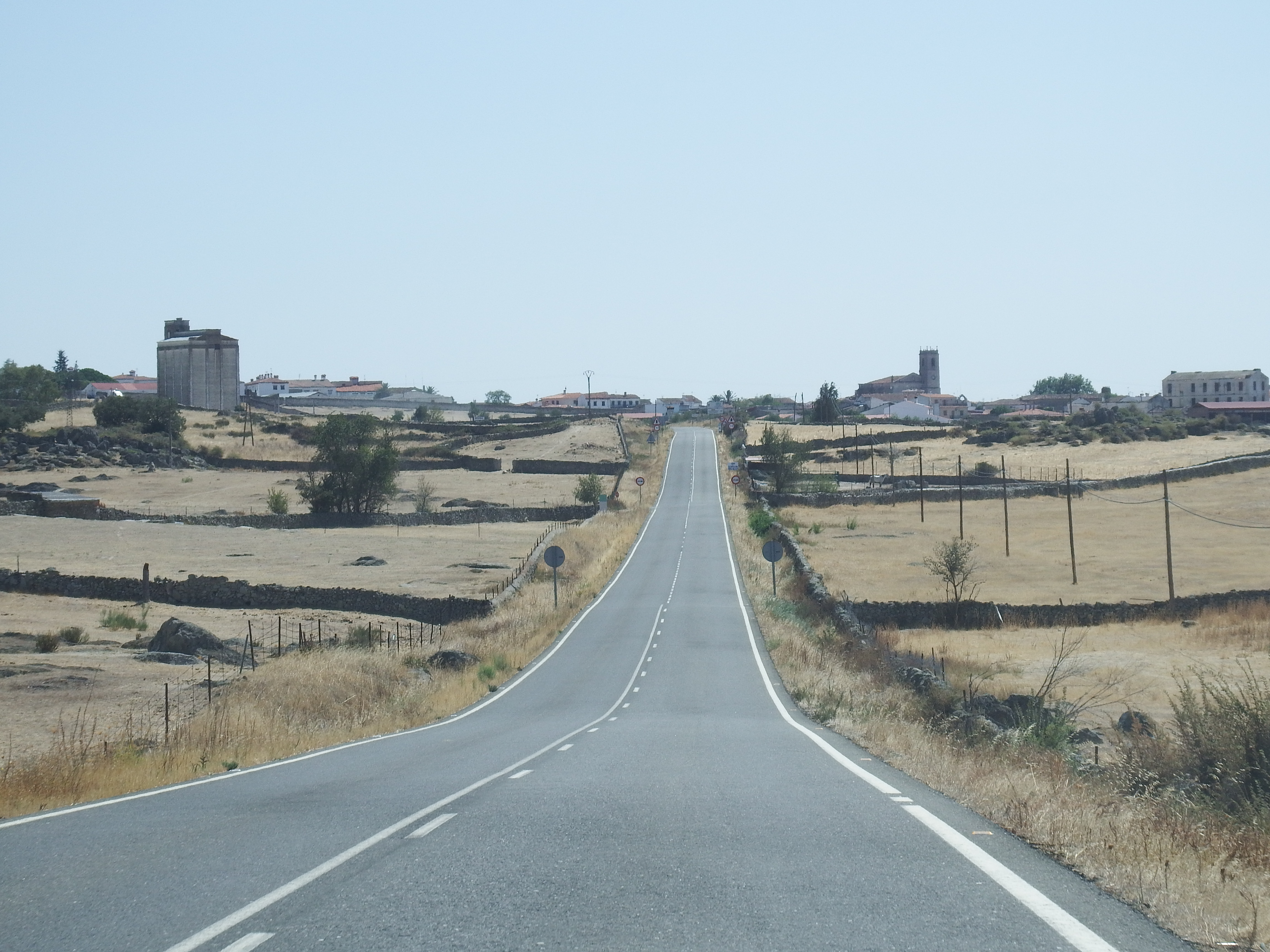
Carretera EX-207, entrando a Brozas desde Alcántara

La principal carretera del municipio es la EX-207, que une Alcántara con Cáceres pasando por el norte de la villa de Brozas, donde es conocida como "carretera de Cáceres". Al noroeste, la EX-207 lleva a la EX-117, a través de la cual se va a Alcántara. Al este, lleva a Navas del Madroño y continúa por el sureste hasta llegar a la nacional N-521 a la altura de Malpartida de Cáceres, pasando por Arroyo de la Luz y estación Arroyo-Malpartida; a través de la N-521 se va a la capital provincial. Por el oeste de la villa sale de la EX-207 hacia el sur la EX-302, que lleva a Herreruela; al este de la EX-302 sale del sureste de Brozas un camino rural que lleva a Aliseda, la carretera provincial CC-62.

## Servicios públicos

### Educación
La villa es sede de uno de los nueve centros de profesores y recursos de la provincia. Cuenta con un colegio público de educación infantil y primaria, el CEIP El Brocense. La educación secundaria puede estudiarse en Alcántara.

### Sanidad
Hay un consultorio médico, con dos médicos, dos ATS y con pediatra. También hay una residencia de mayores llamada: Fundación Condesa de la Encima residencia de ancianos Nuestro Hogar que cuenta con unas grandes instalaciones y amplios jardines.
Los Baños de San Gregorio, junto a la ermita de este santo, son una fuente de aguas mineromedicinales, transparentes, de olor sulfuroso y sabor sulfúrico, beneficiosas para el asma, la piel, los reumatismos crónicos y las obstrucciones tanto de vientre como de vejiga urinaria. Se utilizaban ya en época romana.

## Instalaciones culturales

### Cine
Brozas contaba con un cine inaugurado en abril de 1925 con el nombre de López, siendo la empresa propietaria Hijos de Julio López. Tenía un aforo de 730 localidades y abría los días festivos.

## Patrimonio

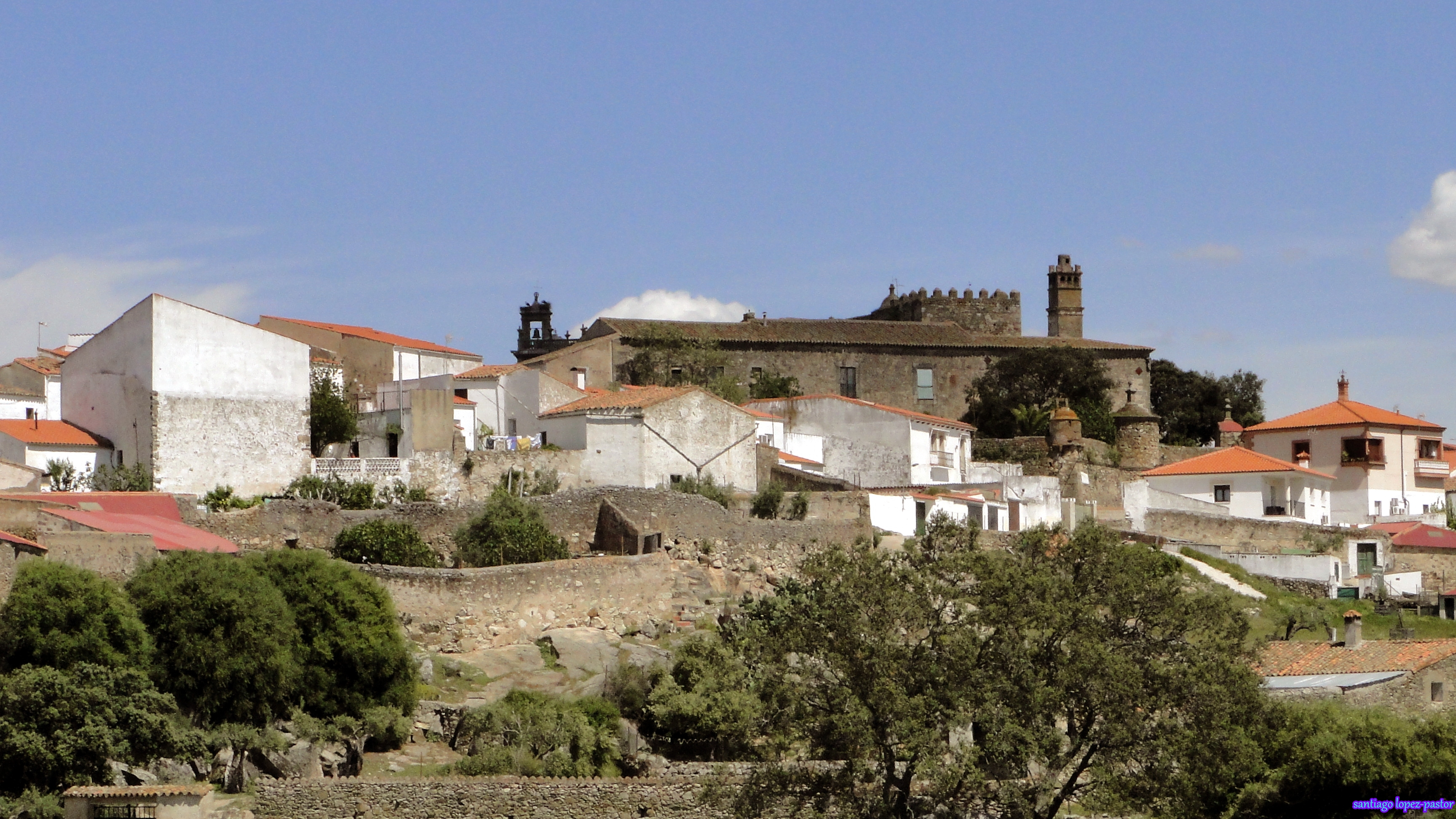
Vista del castillo de Brozas y su entorno desde la carretera EX-302

La villa de Brozas alberga uno de los conjuntos monumentales más importantes de la provincia, fruto principalmente de la importancia que tuvo la villa para la Orden de Alcántara en el Antiguo Régimen y del éxodo rural que en la segunda mitad del siglo XX dejó intactos numerosos edificios del casco urbano. La villa conserva un trazado irregular de calles estrechas de origen medieval, con numerosos ejemplos de la arquitectura vernácula de la zona, formado por casas de solamente dos plantas y de fachadas enjabelgadas. En septiembre de 2016, la Junta de Extremadura declaró al municipio Bien de Interés Cultural, con categoría de Conjunto Histórico.
Aunque casi todo el casco urbano recibió la declaración de Conjunto Histórico, existen una serie de edificios que destacan por su monumentalidad, y que el decreto de declaración menciona con reconocimiento especial, como el castillo medieval de la villa, dos iglesias parroquiales, tres conventos, nueve ermitas y una decena de palacios y casas nobles. De todos ellos, tienen la declaración de Bien de Interés Cultural a título individual el castillo, por declaración genérica desde 1949, y la iglesia de Santa María la Mayor de la Asunción, que recibió el título en 1988. Además, el palacio de los Argüellos es candidato al mismo estatus desde 1994.

### Monumentos religiosos
Iglesias

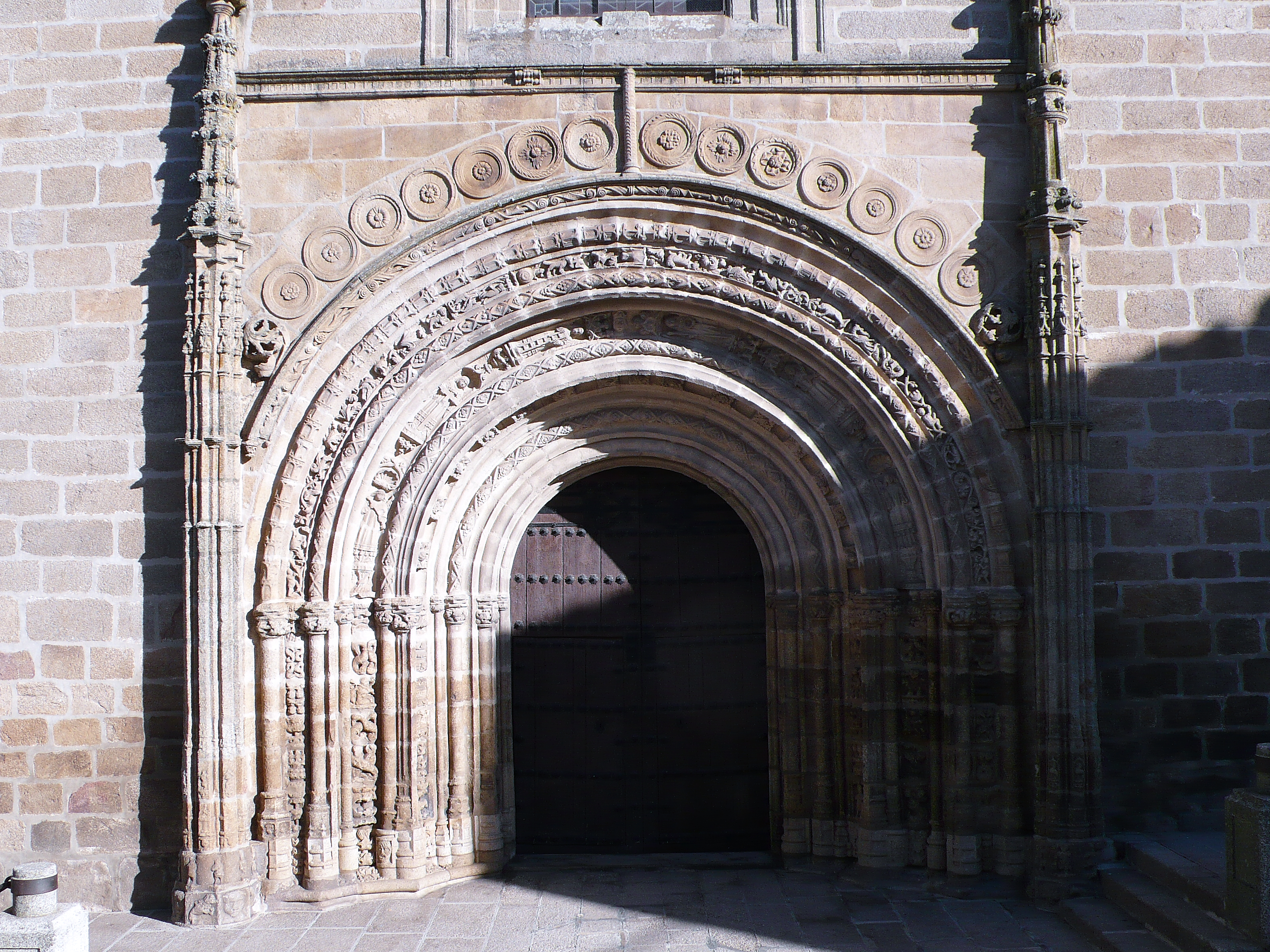
Portada de la iglesia de Santa María la Mayor de la Asunción.

El principal monumento de la villa es la iglesia de Santa María la Mayor de la Asunción, cuya construcción abarcó desde finales del siglo XV hasta principios del siglo XVIII. En el exterior destaca su imafronte, que contiene elementos ornamentales góticos, especialmente en su parte inferior. El director de obra de este conocido imafronte fue el alcantarino Pedro de Ibarra, quien lo organizó en tres niveles consecutivos: una gran portada de medio punto y abocinada en la base, una ventana grande también de medio punto en el centro y decoración escultórica en la parte superior.
El exterior de la iglesia tiene transparente abierto en el ábside, de estilo barroco y datado en el siglo XVIII. El interior está cubierto por una bóveda nervada sobre pilares compuestos. Alrededor de la iglesia hay estancias anejas, incluyendo una sacristía del siglo XVII y varias capillas fúnebres nobiliarias construidas entre el siglo XVI y el siglo XVIII; de estas últimas destaca la de los Flores, la cual está cubierta con bóveda de ladrillo sobre pechinas y alberga el sepulcro del caballero de Alcántara Gonzalo Gutiérrez Flores.
Los bienes muebles que hay en el interior son también muy importantes. El retablo mayor fue construido por el entallador Bartolomé de Jerez a mediados de siglo XVIII y es un buen ejemplo del arte barroco tanto por sus grandes dimensiones, 25 m de altura, como por su amplia decoración. En el coro se encuentra un órgano tubular de la misma época que el retablo que fue construido en madera sin policromar por Francisco de Andía. Entre las imágenes, destaca la del Cristo de la Salud, del último cuarto del siglo XVI y perteneciente a la escuela granadina de escultura.
La otra iglesia del municipio es la iglesia de los Santos Mártires San Fabián y san Sebastián, que se empezó a construir en 1495 sobre la ermita del mismo nombre. Las obras fueron paradas antes de llegar al hastial a mediados del siglo XVII, y no se reanudaron hasta los años 1960, cuando se terminó de construir de acuerdo con los planos originales del arquitecto local Juan Bravo. La iglesia es de una sola nave y en su interior se encuentra la capilla funeraria de los Argüello Carvajal, proyectada por Juan Bravo en 1590 y en la cual se encuentra la imagen del Cristo de la Expiración, talla de la misma época que la capilla y que fue realizada por Alonso Hipólito, situándose en un retablo barroco. En el ábside hay pinturas murales que representan a los santos a los cuales el templo da nombre. Por el estilo, dichas pinturas podrían haber sido realizas por el pintor extremeño Juan de Ribera, que trabajó en la zona a finales del siglo XVI, realizando trabajos en lugares como Portaje, Villa del Rey y la actual capital provincial.
Ermitas

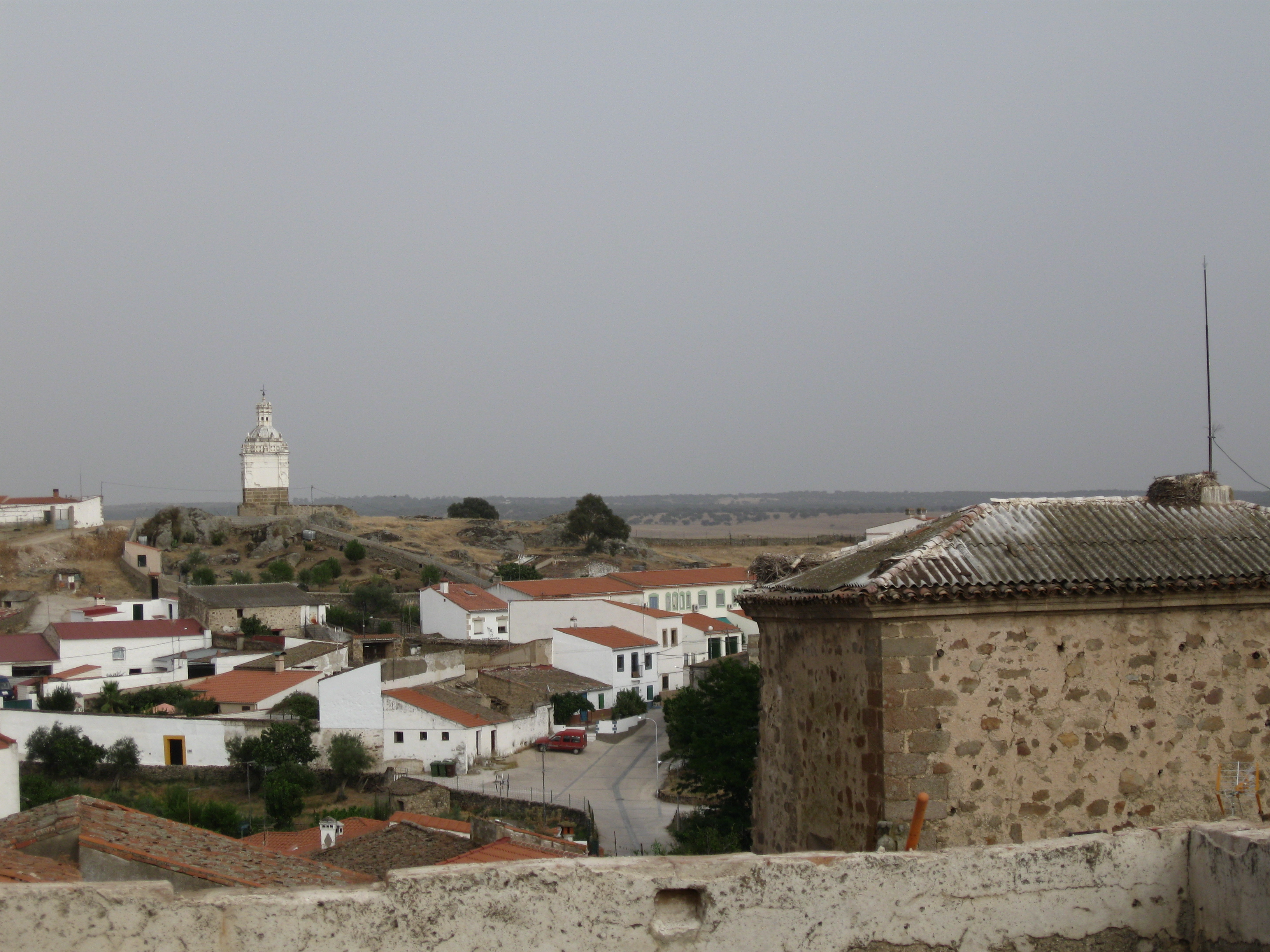
Vista general del barrio del Humilladero. Al fondo a la izquierda se puede ver la ermita del Humilladero en lo alto del barrio. A la derecha de la imagen, la torre del convento de la Encarnación.

En Brozas existen actualmente siete ermitas dedicadas al culto, aunque también hay que señalar que otras han desaparecido y algunas han cambiado de uso tras la desamortización. En el casco urbano de la villa se conservan tres ermitas: la ermita de San Antón, vinculada históricamente a la parroquia de Santa María; y las del Humilladero y de Santa Lucía, vinculadas históricamente a la parroquia de los Santos Mártires. De entre ellas destaca por su arquitectura la del Humilladero, construcción barroca de mediados del siglo XVIII que mezcla elementos tradicionales de la zona con influencias portuguesas y andaluzas.
A las tres ermitas de la villa se suman otras dos muy cercanas, separadas de la villa por la carretera EX-302, y vinculadas históricamente a la parroquia de Santa María. Una de ellas es la ermita del Buen Jesús del Humilladero, de mediados del siglo XVI, de planta cuadrada y construida con sillares, en cuyo interior destaca una imagen de alabastro de Cristo en la columna, atribuida a Diego Guillén Ferrant. Junto a la ermita del Buen Jesús se ubica la vecina ermita de la Soledad, también del siglo XVI. En los campos del término municipal de Brozas hay además dos ermitas que se usan para romerías: la ermita del Padre Eterno, vinculada históricamente a la parroquia de los Mártires, y la ermita del balneario de San Gregorio, vinculada históricamente a la parroquia de Santa María.

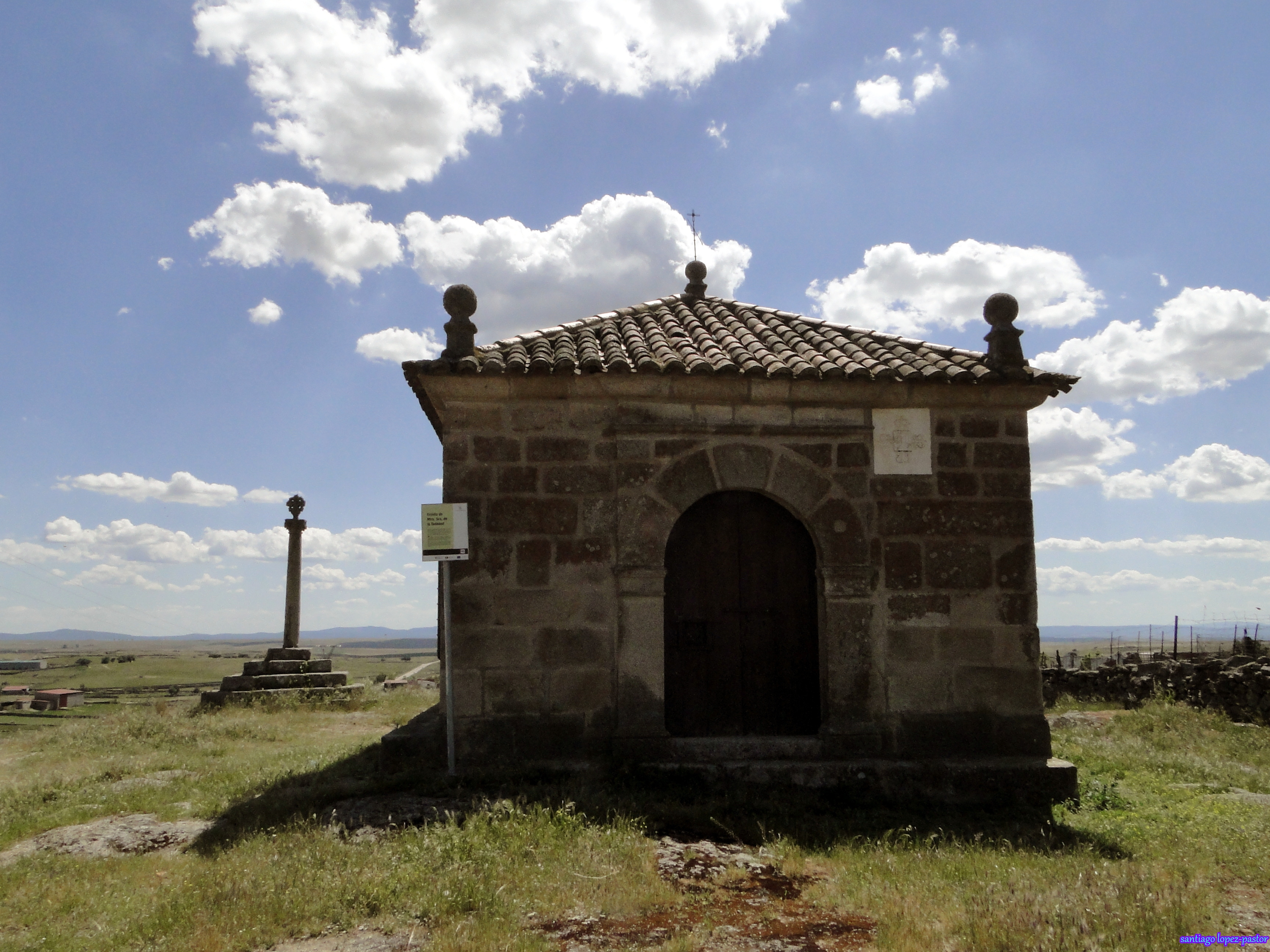
Ermita de la Soledad

De entre las ermitas que han dejado de tener culto, se conserva en la villa la ermita de Santa Bárbara, del siglo XVII y que destaca por su cúpula de media naranja; tras su desacralización, esta ermita fue durante mucho tiempo una fragua. Por su parte, el cementerio de San Juan, ubicado en las afueras noroccidentales de la villa, conserva las ruinas de la ermita homónima, gótica del siglo XV. Algunas ermitas no desaparecieron sino que fueron elevadas a edificios de mayor tamaño: el convento de la Luz y la iglesia parroquial de los Mártires fueron ermitas en su origen.
De entre las ermitas que no existen, cabe destacar que el paseo de los Santos, ubicado al norte de la villa, está construido en el entorno de una ermita desaparecida, dedicada a los Santos Mártires Abdón y Senén. En una finca del sur del término se conservan algunas ruinas de la ermita de la Virgen de la Hoja. Además, varios documentos históricos mencionan que antiguamente existieron otras ermitas dedicadas a San Marcos, Santa Ana, Santa Catalina, Santos Pedro y Clemente y Nuestra Señora del Villar del Ciervo. Sumando estas a lo anteriormente explicado, se conoce la existencia a lo largo de la historia de Brozas de un total de dieciocho ermitas diferentes.
Conventos

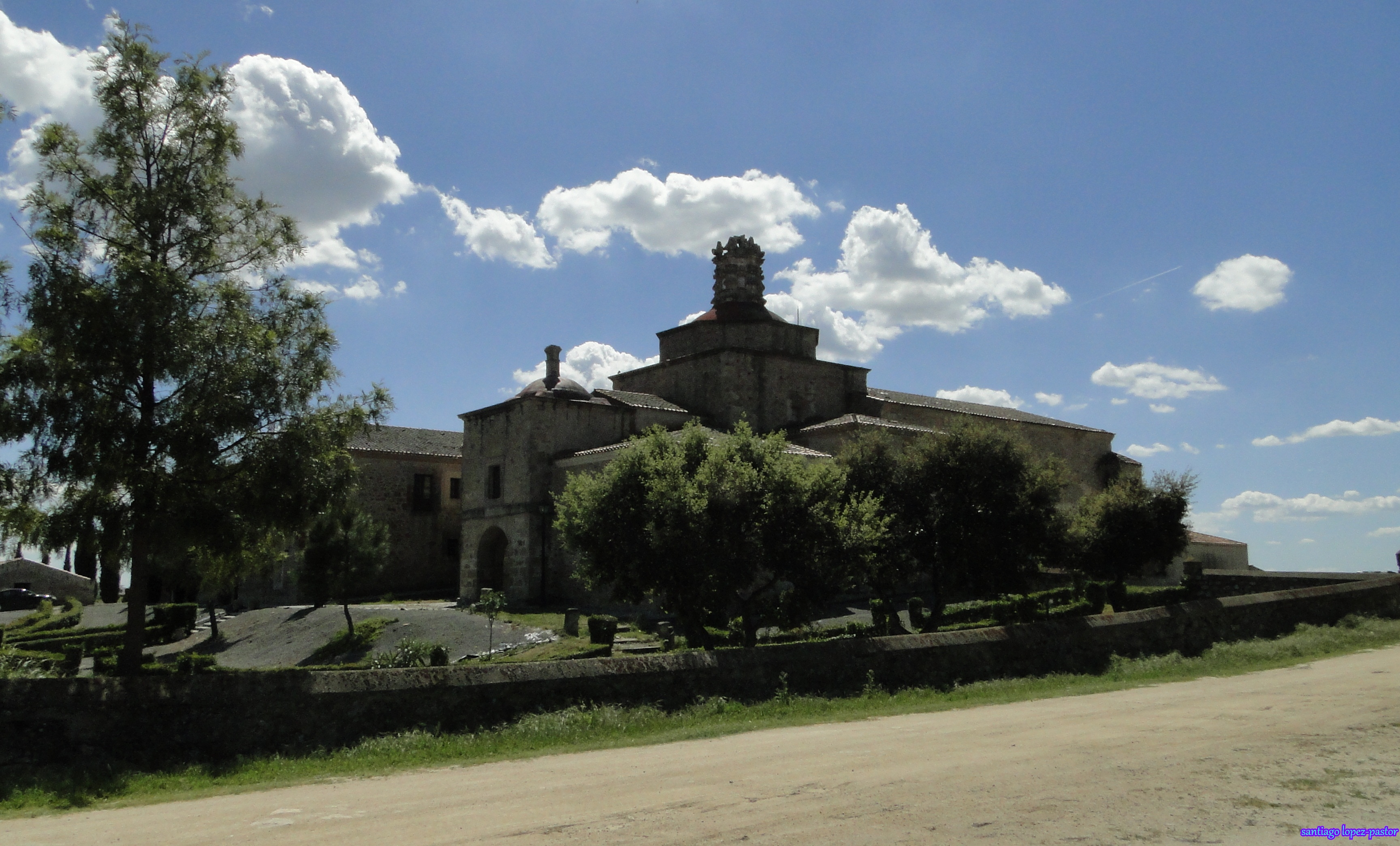
Convento de Nuestra Señora de la Luz

La villa contaba con tres conventos en el Antiguo Régimen, pero los tres fueron exclaustrados en la desamortización de Mendizábal de 1835-1836. Destaca por su tamaño e importancia histórica, y por ser el único que se conserva íntegro, el convento de Nuestra Señora de la Luz, el cual llegó a ser cenobio capitular de la provincia de San Gabriel para los franciscanos descalzos. El convento fue fundado en 1554, aprovechándose la ermita de la misma advocación que hasta entonces se ubicaba donde ahora está el convento. Se construyó entre el siglo XVI y el siglo XVIII. El complejo se divide en dos grandes sectores: la iglesia conventual, que es una de una sola nave organizada en tres tramos, y el convento propiamente dicho, articulado alrededor del claustro. El conjunto fue originalmente diseñado por Pedro de Ibarra. Tras ser destinado a finca agropecuaria en los siglos XIX y XX, entre 1999 y 2002 fue rehabilitado para su uso como hotel.
Otro convento de la localidad es el convento de las Comendadoras de Alcántara. También fue construido entre el siglo XVI y el siglo XVIII y en él vivían las monjas freiras de la Orden de Alcántara. A partir del siglo XIX, sus estancias fueron divididas en varios edificios y parte de ellas fueron destinadas a escuela. Destaca en el complejo su portada renacentista, obra de Diego Guillén Ferrant. A partir de 1999, la iglesia conventual fue rehabilitada como auditorio municipal.
A diferencia de los dos conventos anteriores, el convento de la Encarnación o de los Remedios se halla actualmente en ruinas. Este convento barroco de clarisas del siglo XVII conserva únicamente el claustro y parte de la iglesia. Actualmente se utiliza como cuadra y como vivienda privada.

### Castillo

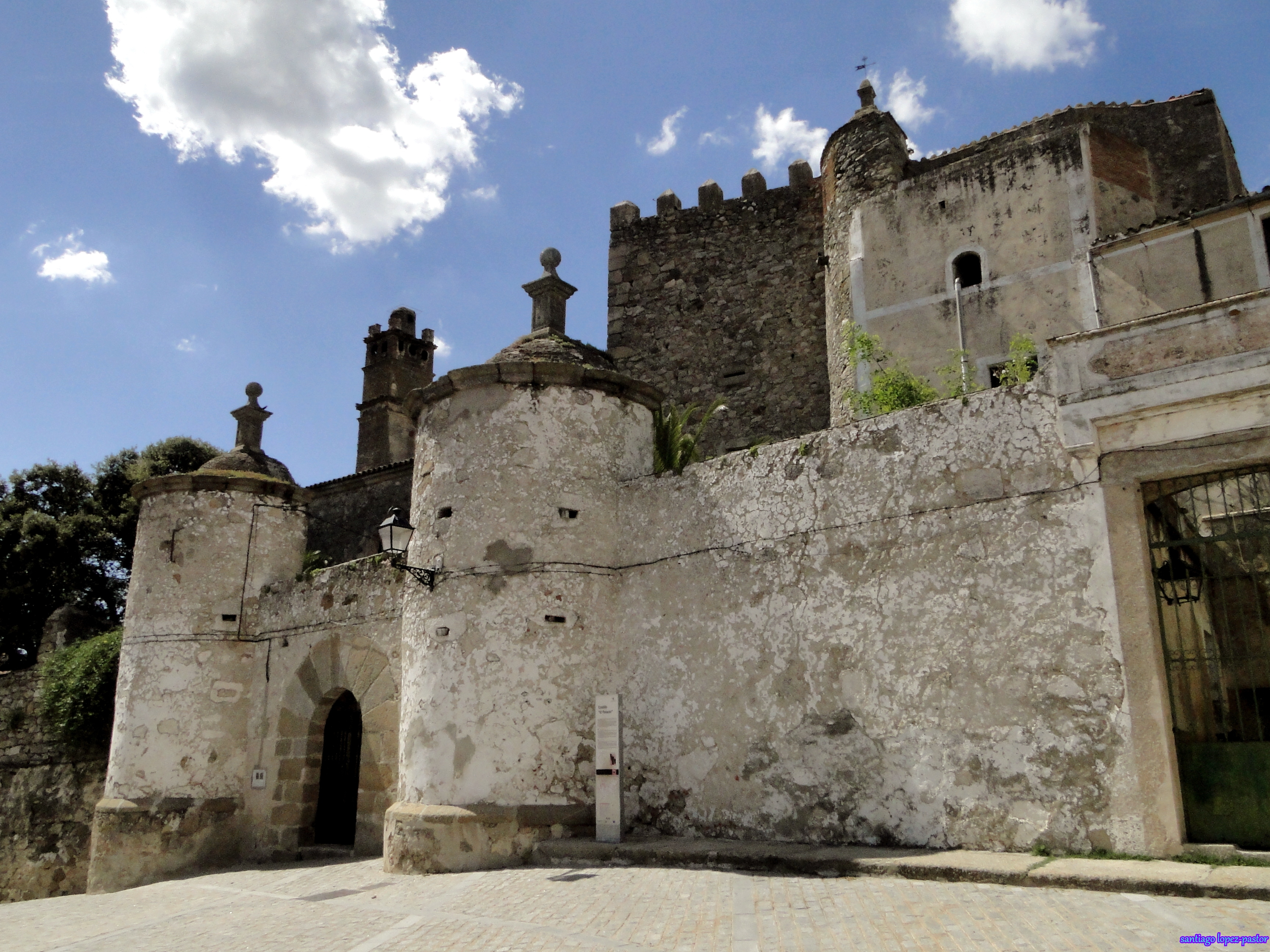
Castillo de Brozas

Con la fundación como tal de Brozas hacia 1220 comienzan a levantarse distintos edificios públicos necesarios para la vida de sus habitantes; de esta época se conserva solamente la Torre del Homenaje del castillo de la Encomienda Mayor de la Orden de Alcántara, una sólida construcción de forma trapezoidal coronada con almenas, fechada a principios del siglo XIV con mampostería y sillería en las esquinas; dispone de un aljibe en la parte inferior y de tres cuerpos a los que se accede por una escalera de caracol adosada.
El Castillo Palacio de la Encomienda Mayor de Alcántara. Su proceso constructivo abarca desde el siglo XIV hasta el XVII. A la primera etapa pertenece la torre del homenaje ya comentada; a finales del siglo XVI se reconstruye casi íntegramente el edificio, siendo la reforma diseñada por Juan Bravo en 1593; se construye así una nueva muralla cuadrangular, jalonada por grandes cubos semicilíndricos y construida con mampostería y sillería. En la muralla se abren tres puertas, una al sureste, actualmente en servicio, con arcos de medio punto y bovedilla en el muro, y dos en el muro occidental, una de las cuales es la principal, sobre la que se encuentra el escudo de Felipe II flanqueado por los del comendador mayor Cristóbal de Moura. En el interior se construyeron varias dependencias palaciegas, como las caballerizas, los llamados “cuarto viejo”, con portadas góticas, y “cuarto nuevo”, donde se localiza el escudo de don Juan de Zúñiga, y el patio al que dan ambas estancias, del que se conservan dos alas, ambas porticadas con columnas toscanas La última fase constructiva corresponde a mediados del siglo XVII, justo antes de la guerra con Portugal, en la que la muralla se refuerza exteriormente con cinco grandes baluartes, dos en diamante y tres triangulares, construidos con mampostería y con el objetivo de ampliar la superficie amurallada y facilitar la defensa.

### Monumentos civiles
Palacios

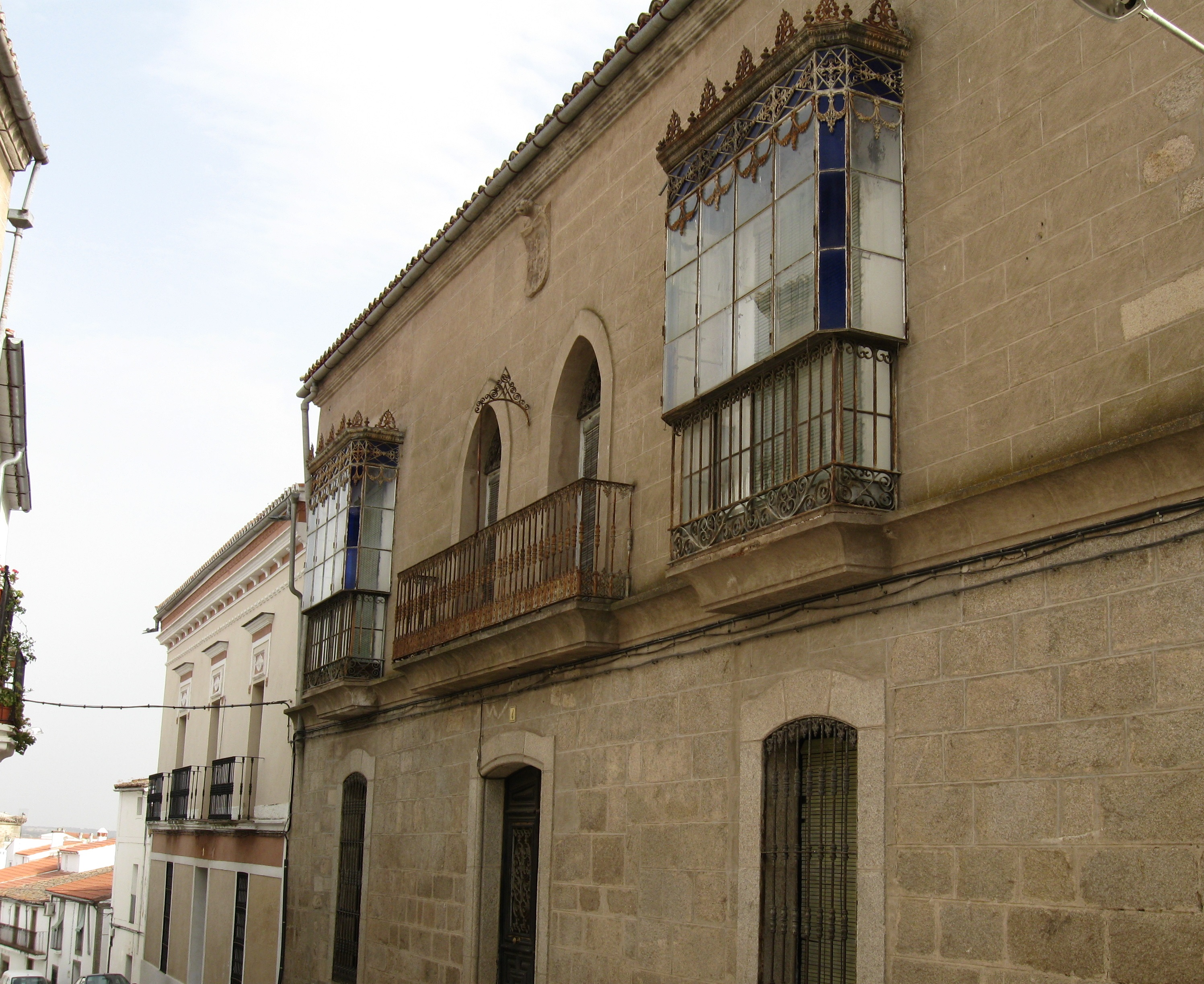
Casa Palacio del Capitán Lizaur.

Uno de los palacios de la localidad es el palacio de los Argüellos Carvajal. Empezó a construirse a finales de siglo XVI, aunque su aspecto actual corresponde a un palacio barroco del siglo XVII que fue modificado en el siglo XVIII y en el siglo XX.
Otro palacio es el palacio de los Condes de Canilleros, del siglo XVI y completamente reformado a finales del siglo XVII. En el exterior destacan la labor de forja de los vanos y un enorme escudo de esquina que tiene las armas de los Porres, los Montemayor, los Maraver, los Silva y los Acuña, hecho a finales del siglo XVII. En el interior sobresale un patio con dos galerías: una baja en arquería y una superior adintelada, sosteniéndolo todo columnas toscanas.
El palacio de los Condes de la Encina es el mejor ejemplo de arquitectura residencial del municipio. Se construyó a finales de siglo XVI con las características arquitectónicas típicas del siglo XVII. En el siglo XVIII sus propietarios alcanzaron su máximo poder, al convertirse Juan Sebastián Bravo en conde de la Encina en 1778. Al exterior destaca una fachada sencilla construida completamente con sillares de granito. El palacio tiene dos plantas y se remata con una cornisa voladiza en cuyo centro está el escudo de Juan Sebastián y de su esposa Isabel Topete. En el interior hay un amplio patio con cuatro grandes arcos rebajados sobre pilares.
Un cuarto palacio es el palacio de los Orive Salazar, el cual se encuentra dividido en dos partes. Una es la que contiene la fachada principal íntegramente de sillares y con los escudos de los Orive y Paredes. En el interior hay bóvedas de cañón sobre lunetos y el espacioso patio, hoy muy transformado. En esquina con la calle Constitución se encuentra otra ala del edificio, que fue adquirida como vivienda a principios de siglo XIX por la familia riojana de los López de Tejada, que colocaron en la fachada un balcón de esquina y un gran escudo de su familia de 1804.
Además de estos palacios, se encuentra en la localidad la casa palacio de los Arce, perteneciente primero a la familia Paredes y Ulloa y construida en el siglo XVII. En el edificio destacan las forjas de hierro de las balconadas. En el siglo XVIII esta familia enlazó con los Arce, como demuestra el escudo en esquina de mármol.
Antonio Vicente (González) de Arce y Porres fue teniente general de los Reales Ejércitos en Extremadura. Nació en Brozas en 1743, siendo hijo de Manuel Baltasar (González) de Arce y Paredes y de Luisa de Porres y Eraso, hija del II conde de Canilleros, ambos nacidos en Brozas. Antonio Vicente se casó en 1773 con María Josefa de Ovando y González-Castejón, V marquesa de Camarena la Vieja, con quien residió en Cáceres en el conocido como Palacio de la Generala, apodo que tenía la marquesa. María Josefa falleció en 1775 con 24 años al nacer en Brozas su hijo Antonio María (1775-1832), por lo que éste fue VI marqués de Camarena la Vieja desde su nacimiento y V marqués del Reino.
Casas nobles
La principal casa noble de la localidad es la casa de los Flores, situada en la calle Ramón y Cajal. La casa tiene dos partes claramente diferenciadas y perpendiculares entre sí. En la más antigua hay varias estancias muy amplias. En el primer cuarto de siglo XVII el palacio fue considerablemente ampliado, siendo su dueño Pedro Alfonso Flores, vizconde de Peñaparda. Se construyó un gran ala de dos pisos, con enormes estancias con chimeneas, y grandes vanos de granito con cierres de forja. En esta época también se construyó la monumental entrada del edificio.
Otro edificio es la casa de los Ortiz, la cual se construyó a principios de siglo XX por la familia que le da nombre. En el pueblo se conoce como "la casa de los ladrillos". En este edificio se mezclan elementos del modernismo en su decoración con una estética neomudéjar en su interior.
A estas casas palaciegas hay que añadir la casa de el Brocense, que aún se conserva en la localidad y está construida íntegramente con sillares, destacando por su chimenea de ladrillo.
Fincas palaciegas
Además de los palacios y las casas nobles, hay que añadir a esta lista una construcción muy peculiar situada en la finca "Greña". Se trata de un palacio campestre construido por Santiago Burgos de Orellana a principios de siglo XX, y que no puede clasificarse dentro de ningún estilo arquitectónico definido, si bien el edificio parece estar influido por el modernismo e incluso por Gaudí.

## Patrimonio cultural inmaterial

### Festividades

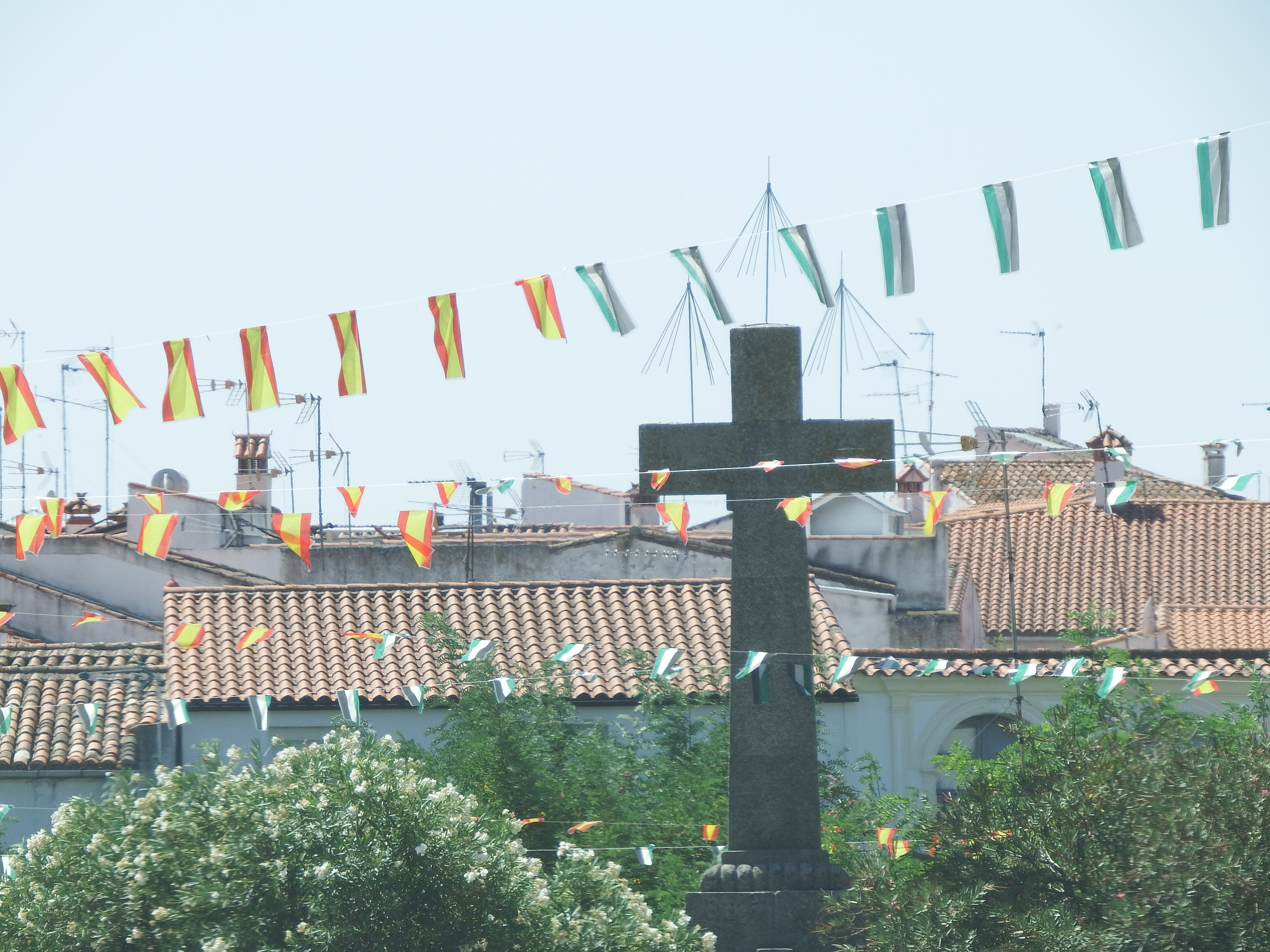
Cruz de la plaza de Ovando, rodeada de banderines con motivo de las fiestas locales

Las principales festividades de Brozas son:
- El 17 de enero se celebra San Antón con bailes típicos y subasta de productos.
- La Romería de San Gregorio, en su ermita, se realiza el 9 de mayo.
- En abril era famosa en el pasado la fiesta del Rito del Toro de San Marcos. Hoy se celebra la Feria de Ganados, entre el 20 y el 22.
- Los Toros se festejan alrededor del 8 de septiembre. Suelen correrse vaquillas por la mañana y por la tarde se lidian en la plaza toros al estilo tradicional.
- El 13 de diciembre se celebra Santa Lucía con actos religiosos.

### Gastronomía
Brozas ofrece una gastronomía basada en productos del cerdo y del cordero, con platos como la prueba y la caldereta, así como las exquisitas tencas que se pescan en sus charcas. Entre sus postres más típicos se pueden degustar los fritos y las torrijas.

## Deportes
El municipio cuenta con un equipo de fútbol que en la temporada 2010/11 juega en la primera regional, el CP Brocense. En la actualidad cuenta también con equipos de voleibol desde la categoría prebenjamin hasta seniors, también cuenta con equipo de básquet y fútbol sala.